# Stiftskirche (Neustadt an der Weinstraße)

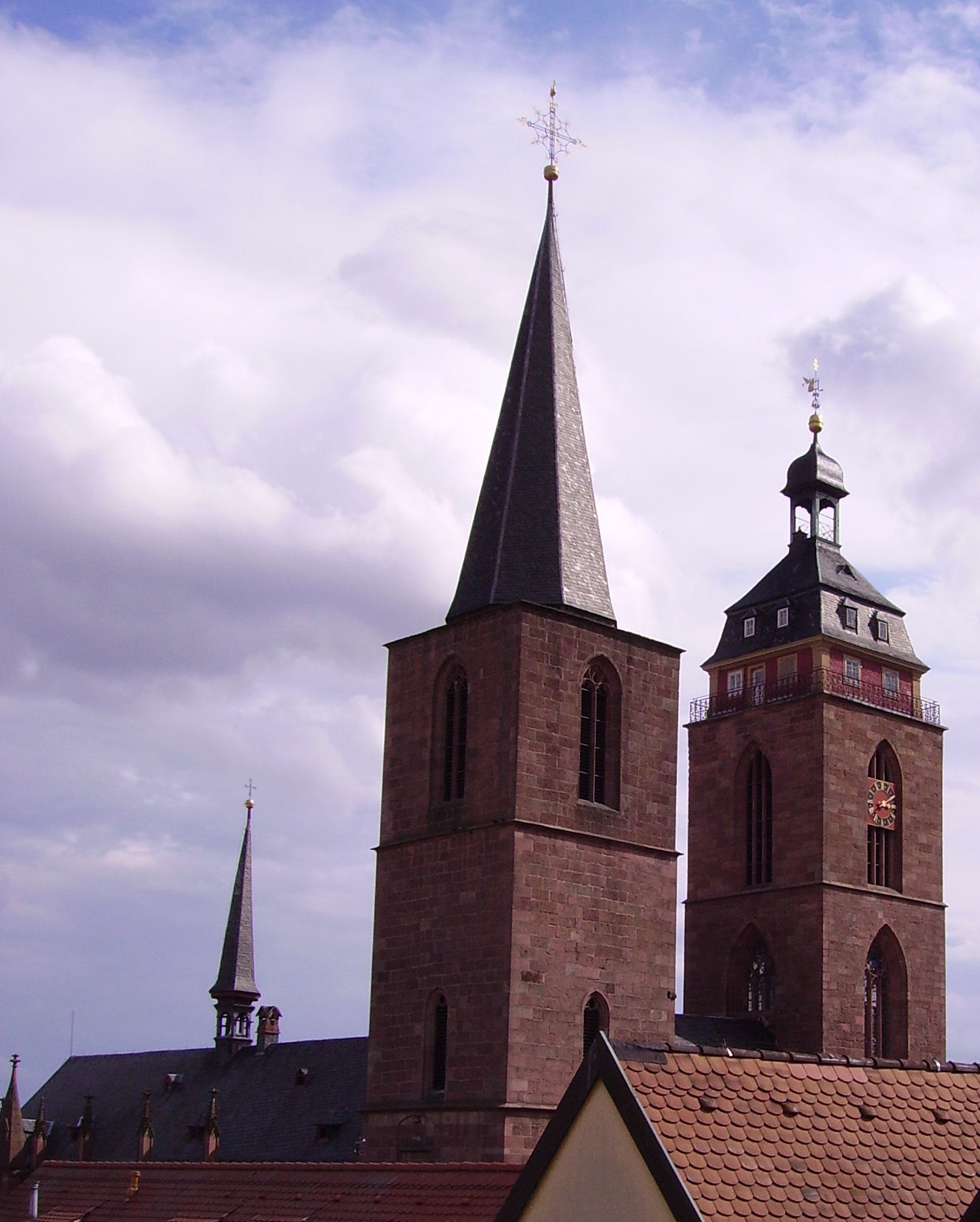
Kirchtürme der Stiftskirche in Neustadt an der Weinstraße

Die gotische Stiftskirche St. Ägidius in Neustadt an der Weinstraße ist das größte Gotteshaus der pfälzischen Stadt, die im Mittelalter eine der Residenzen der Kurpfalz war. Die Doppelkirche verfügt durch das nachträgliche Einfügen einer Trennwand über einen katholischen und einen protestantischen Teil.

## Lage
Die Kirche steht im Zentrum der Stadt. Mit dem Chor konventionell nach Osten ausgerichtet, schließt sie den mittelalterlichen Marktplatz nach Norden zum Kartoffelmarkt hin ab. Mit ihren beiden unterschiedlichen Türmen ist sie ein weithin sichtbares Wahrzeichen der Stadt.

## Geschichte

### Bau- und Stiftsgeschichte

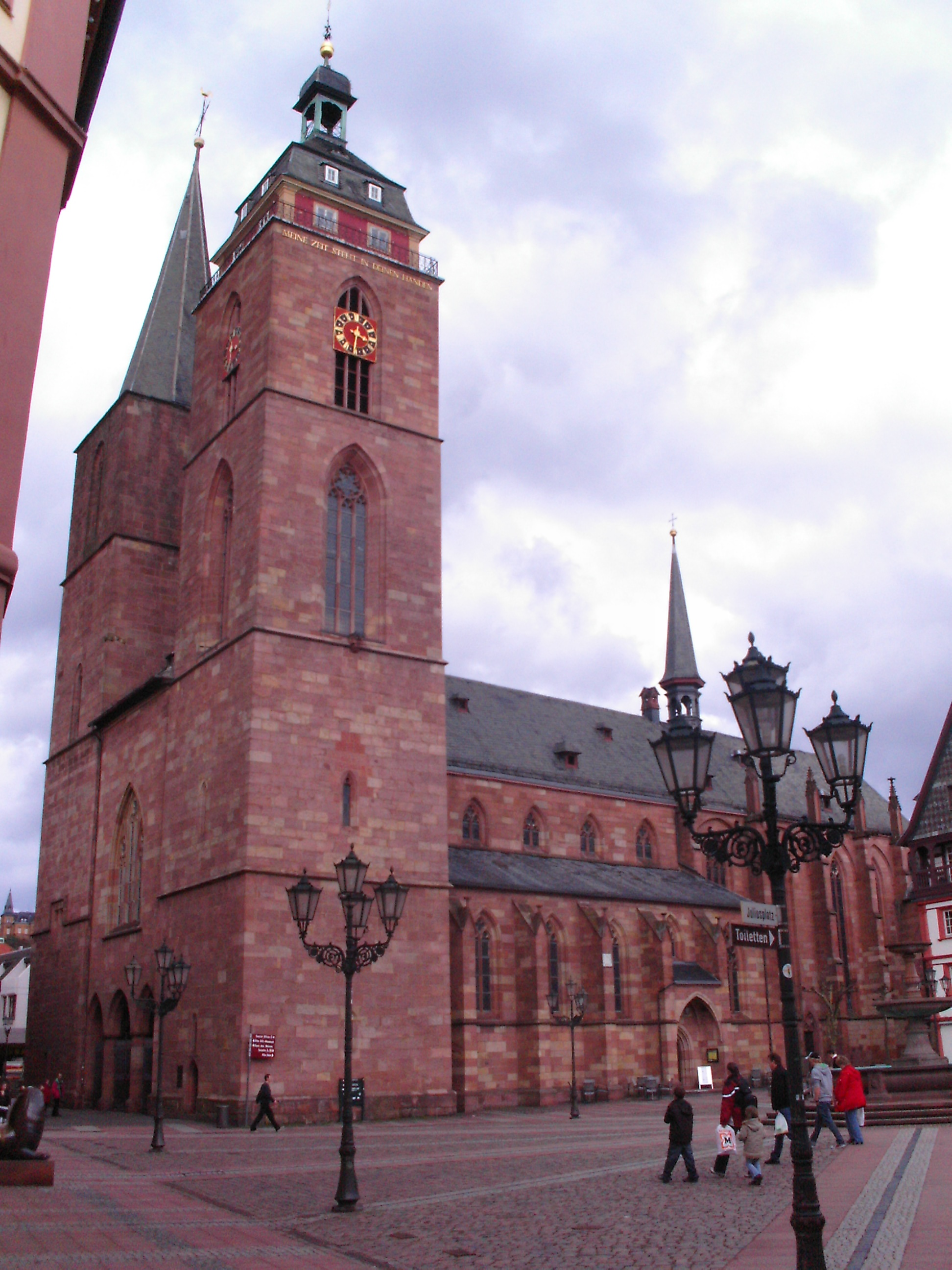
Die Stiftskirche vom Marktplatz gesehen

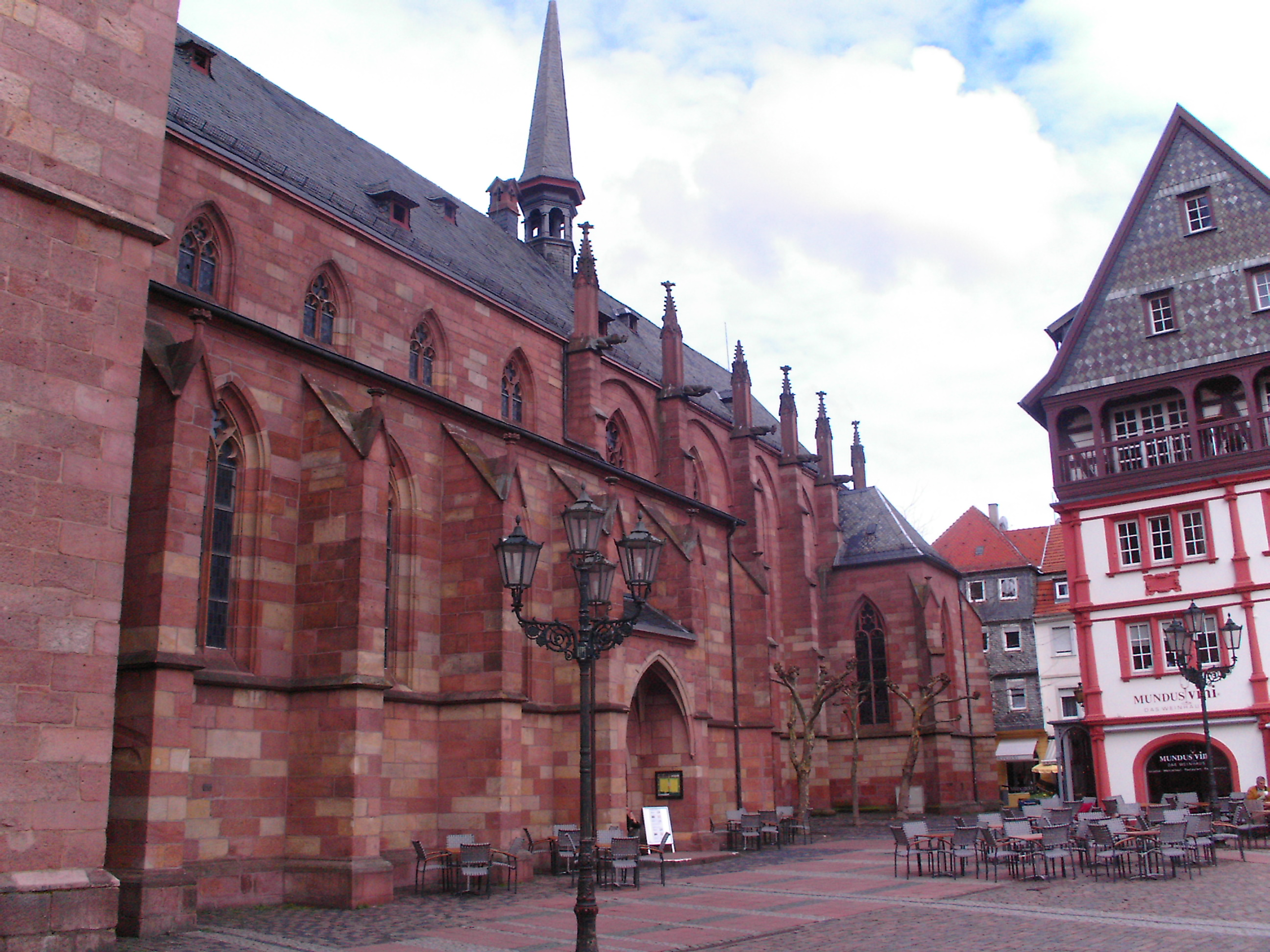
Langhaus und Chorbereich der Stiftskirche; vom Dachreiter aus nach hinten erstreckt sich der katholische Kirchenteil

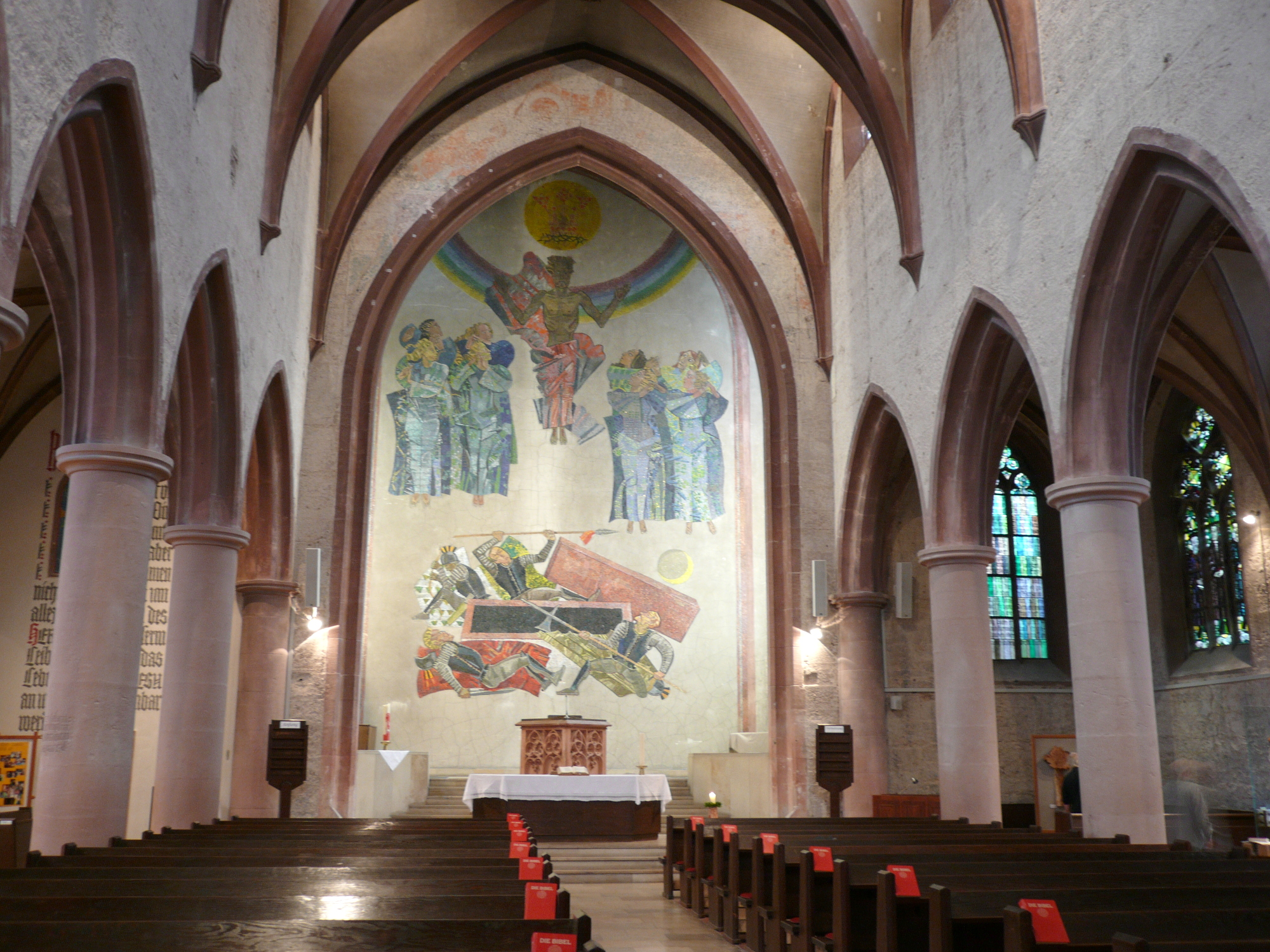
Evangelischer Teil mit dem expressionistischen Mosaik von August Babberger

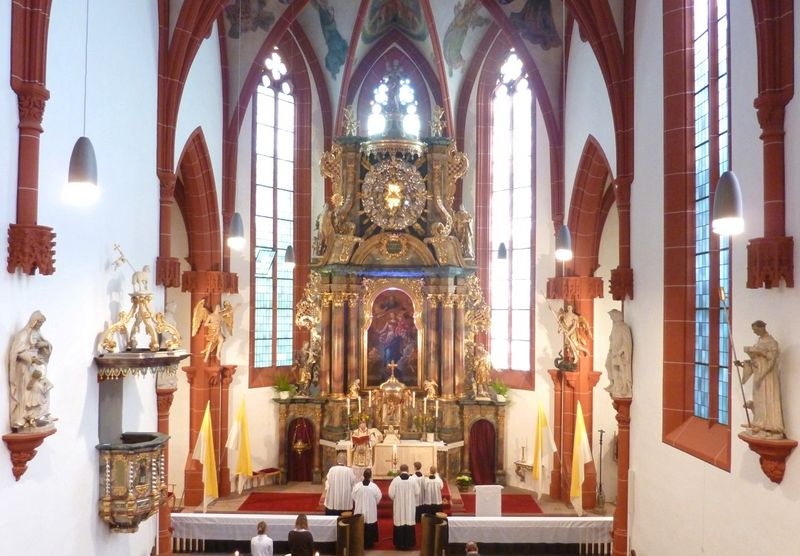
Chor der Stiftskirche Neustadt mit dem Hochaltar der Jesuiten

Pfalzgraf Rudolf II. verfügte testamentarisch, die aus dem 13. Jahrhundert stammende Pfarrkirche St. Ägidius seiner Residenz Neustadt an der Weinstraße in eine Memoria – also eine Gebets- und Gedenkstätte – für das Haus Wittelsbach umzuwandeln, und wünschte dort begraben zu werden. Nach seinem Tode am 4. Oktober 1353 bestattete man ihn wunschgemäß im Altarbereich der Neustadter Pfarrkirche St. Ägidius.
1356 stiftete der Nachfolger, Kurfürst Ruprecht I., aufgrund des testamentarischen Willens seines Bruders Rudolf II. das Liebfrauen-Kollegiatstift Neustadt, als Memoria für die gemeinsame Familie. In der Gründungsurkunde bezeichnete Kurfürst Ruprecht als Motivation, neben dem vordergründigen Zweck der Grablege und Memoria, ausdrücklich die Sorge um einen möglichst feierlichen, häufigen und gottgefälligen Gottesdienst in Neustadt.
Er ließ die romanische Pfarrkirche St. Ägidius mit einem prachtvollen Chor nach Osten hin erweitern. Dieser Neubau (der heutige kath. Teil der Neustadter Stiftskirche) wurde laut einer Pfeilerinschrift 1368 begonnen, als Baumeister ist 1394 ein Meister Marck bezeugt. Der Hauptaltar der Gesamtkirche rückte durch den erweiterten Chorbereich ein gutes Stück nach Osten und der Altarbereich der alten Pfarrkirche, wo Rudolf II. begraben worden war, befand sich nunmehr am Übergang vom Vorgängerbau zum neuen Chor. An dieser Stelle (direkt unter der heutigen Trennwand) begrub man 1377 auch Rudolfs 2. Ehefrau Pfalzgräfin Margarete von Sizilien-Aragon, an der Seite ihres Gatten. Nach und nach errichtete man zum neuen Chor auch ein neues Langhaus mit Paradies und den beiden Kirchtürmen. Als „Liebfrauenkirche“ wurde das Gotteshaus St. Maria geweiht, die traditionell als Patronin des Hauses Wittelsbach gilt; der Heilige Ägidius trat als Nebenpatron in den Hintergrund. Die 15 Stiftsherren mit einem infulierten (= ehrenhalber zum Tragen einer Mitra berechtigten) Dekan an der Spitze hatten täglich für das Fürstenhaus Wittelsbach zu beten, die Messe zu zelebrieren und an jeweiligen Todestagen verschiedener Familienmitglieder, feierliche, ewige Jahrgedächtnisse (Seelenmessen am Todestag) zu feiern. Für manche Fürstlichkeiten waren eigene „Seelenwärter“ bestellt, die sich gebetsmäßig hauptsächlich um die Seele eines bestimmten Verstorbenen kümmerten.
Auch der Gründer, Kurfürst Ruprecht I. und seine Gemahlin Beatrix von Berg ließen sich in der Stiftskirche begraben, jedoch bereits im neuen Chor. Ihre Gräber befinden sich dort im Mittelgang, kenntlich durch Bronzeinschriften.
1556 führte Kurfürst Ottheinrich die Reformation in der Kurpfalz ein und verbot den katholischen Kult. Das Stift leistete unter seinem letzten Dekan Laurentius Kercher zähen Widerstand, wurde aber 1566 endgültig aufgelöst und ging an die neue protestantische Pfarrei über. Damit geriet auch der Stiftungszweck als Gebetsstätte für die Verstorbenen des Hauses Wittelsbach in Vergessenheit. Die Pfälzer Kurfürsten wechselten mehrfach ihr Bekenntnis zwischen evangelisch-lutherisch und reformiert; mit ihnen musste auch das ganze Land und die Stiftskirchengemeinde in Neustadt jeweils das Bekenntnis wechseln.
Schließlich gewährten die mittlerweile wieder katholisch gewordenen Kurfürsten dem früheren Glauben die freie Ausübung und ließen die wenigen verbliebenen Katholiken in Neustadt zunächst von den Kapuzinern, ab 1700 von den Jesuiten betreuen. Die Stiftskirche wurde ab 1698 simultan genutzt. Die kurpfälzische Religionsdeklaration von 1705 bestimmte in § 17, dass in Oberamtsstädten wie Neustadt, wo sich nur eine Kirche und nicht mehrere befänden, diese durch eine Scheidemauer zu unterteilen sei, wobei der Chor stets den Katholiken, das Kirchenschiff aber den Protestanten zufalle. Entsprechend verfuhr man auch in Neustadt; am 21. November 1705 sprach man den Katholiken das alleinige Nutzungsrecht am (Stifts-)Chor des Gotteshauses zu, während die Protestanten das größere Langhaus mit Pfarrchor und den Türmen erhielten. 1707/08 trennte man gemäß dem Landesgesetz beide Teile der Stiftskirche mit der heute noch existierenden Mauer voneinander ab (jetzige Rückwand des katholischen Kirchenbereichs). Die Jesuiten ließen im katholischen Teil (Chor der Gesamtkirche) den prächtigen barocken Hochaltar fertigen, dessen obere Gelbglas-Gloriole dem Apsisaltar des Petersdomes in Rom nachempfunden ist und sie nahmen das stiftungsgemäße Gebetsgedenken für das Haus Wittelsbach wieder auf. In dieser Zeit wirkten hier herausragende Männer, wie der weltweit bekannte Moraltheologe Pater Edmund Voit oder Pater Jakob Baegert, zuvor Indianermissionar in Amerika, der in Neustadt eine umfangreiche Landesbeschreibung Kaliforniens verfasste, die dort zu den grundlegenden historischen Quellenwerken zählt.
Das Marienpatrozinium wurde 1862 auf die von König Ludwig I. (Bayern) großteils finanzierte, benachbarte Marienkirche übertragen. Die katholische Pfarrgemeinde Neustadt hatte sie erbaut, da ihr der Chor der Stiftskirche zu klein geworden war. So trat der alte Patron St. Ägidius wieder in den Vordergrund des nunmehr eher selten genutzten katholischen Chores.
Die Aufteilung der Stiftskirche dauert bis heute an. Eine 2009 geplante Entfernung der Trennmauer wurde aufgegeben, da man zu dem Schluss kam, dass sich beide Kirchenteile seit 1707 getrennt weiterentwickelt haben (der katholische Teil ist beispielsweise barockisiert) und sich auf der protestantischen Seite der Scheidewand ein wertvolles Mosaik von August Babberger aus dem frühen 20. Jahrhundert befindet. Außerdem hat die Denkmalbehörde die historische Trennmauer selbst als herausragendes Denkmal pfälzischer Kirchengeschichte eingestuft. 2010 wurde der katholische Teil durch das zuständige Bistum Speyer seiner diözesanen Gemeinde des tridentinischen Ritus übergeben.
Der Dekan des Liebfrauenstiftes Neustadt bekleidete in vorreformatorischer Zeit an der Universität Heidelberg automatisch das Amt eines der 4 Konservatoren, die als Rat des Kanzlers über die akademischen Rechte und Freiheiten wachten. Dekan Heilmann von Wattenheim († 1411) bekleidete auch das Amt eines päpstlichen Bevollmächtigten für die an der Universität Heidelberg existierenden Privilegien des Hl. Stuhls und die ihm direkt unterstehenden Patronatspfarreien der Hochschule.
Weil mit dem Kirchenneubau in der zweiten Hälfte des 14. Jahrhunderts auch die Gründung einer eigenen Stiftsschule verbunden gewesen war, wählte 1964 das älteste Gymnasium Neustadts den Namen des Erbauers Kurfürst Ruprecht.
Nach Christenmassakern in seiner Heimat besuchte 1861 Gregor Ata, der melkitisch-katholische Erzbischof von Homs in Syrien, die Stiftskirche, um in Neustadt Almosen für seine verwüstete Diözese zu sammeln.

### Grabinschriften von Stiftsgeistlichen
Im äußeren Mauerwerk der Kirche sind an verschiedenen Stellen insgesamt 10 Grabinschriften von Stiftsklerikern eingehauen, eine weitere im Inneren an einer Säule des Langhauses. Sie stammen aus der Zeit zwischen 1450 und 1561. Die bedeutendste Person darunter ist der letzte Stiftsdekan Laurentius Kercher († 1561). Die beiden spätesten Inschriften von 1561, als das Stift bereits kurz vor der zwangsweisen Auflösung stand, sind qualitativ die schlechtesten. In der letzten Grabschrift, gewidmet dem Stiftsvikar Nikolaus Schöneck aus Iggelheim, verstorben am 26. Dezember 1561, noch acht Monate nach dem letzten Dekan, heißt es, er sei aus der Welt geschieden „mit zu Gott gerichtetem Geist, in der Hoffnung auf eine bessere Zeit“.

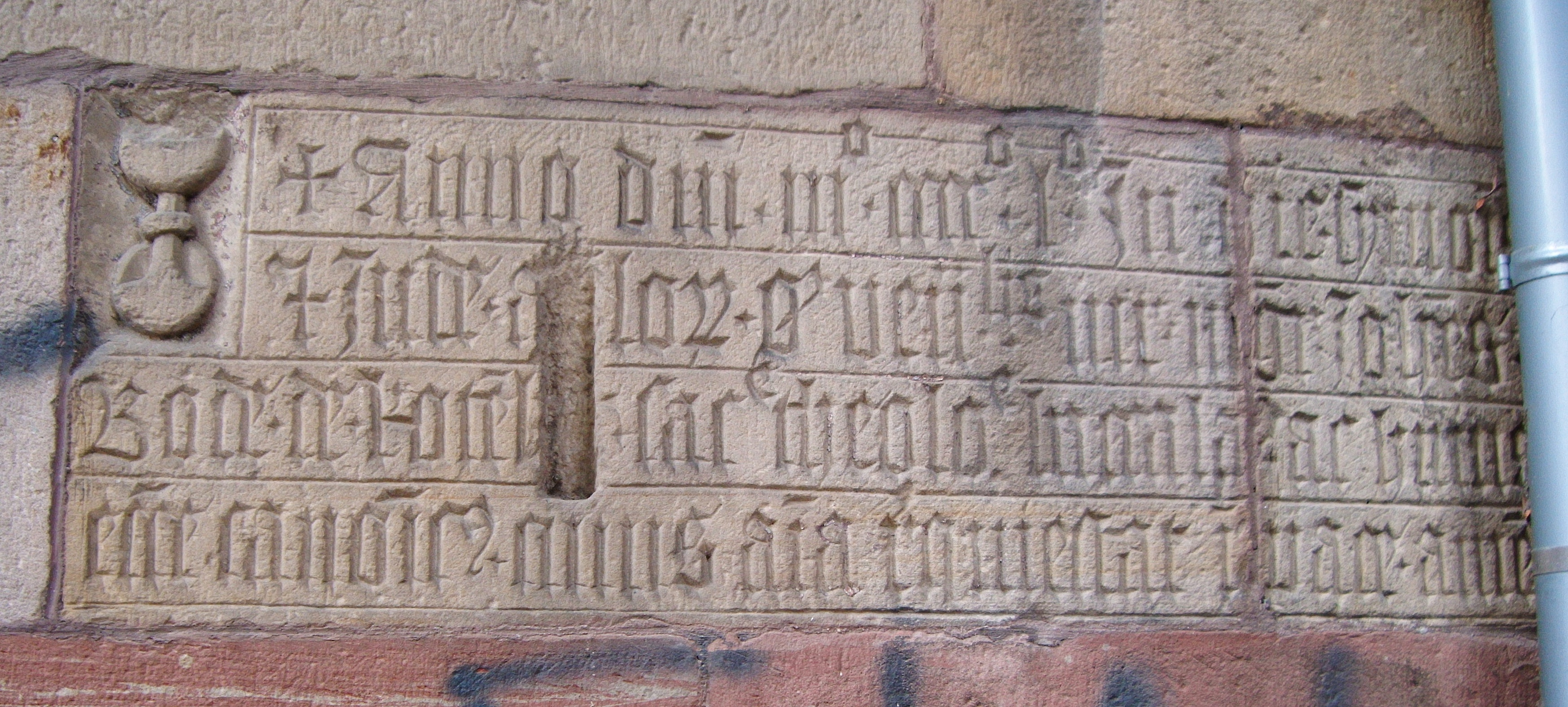
Grabinschrift des Kanonikers Johannes Bode von Rotenberg, 1450
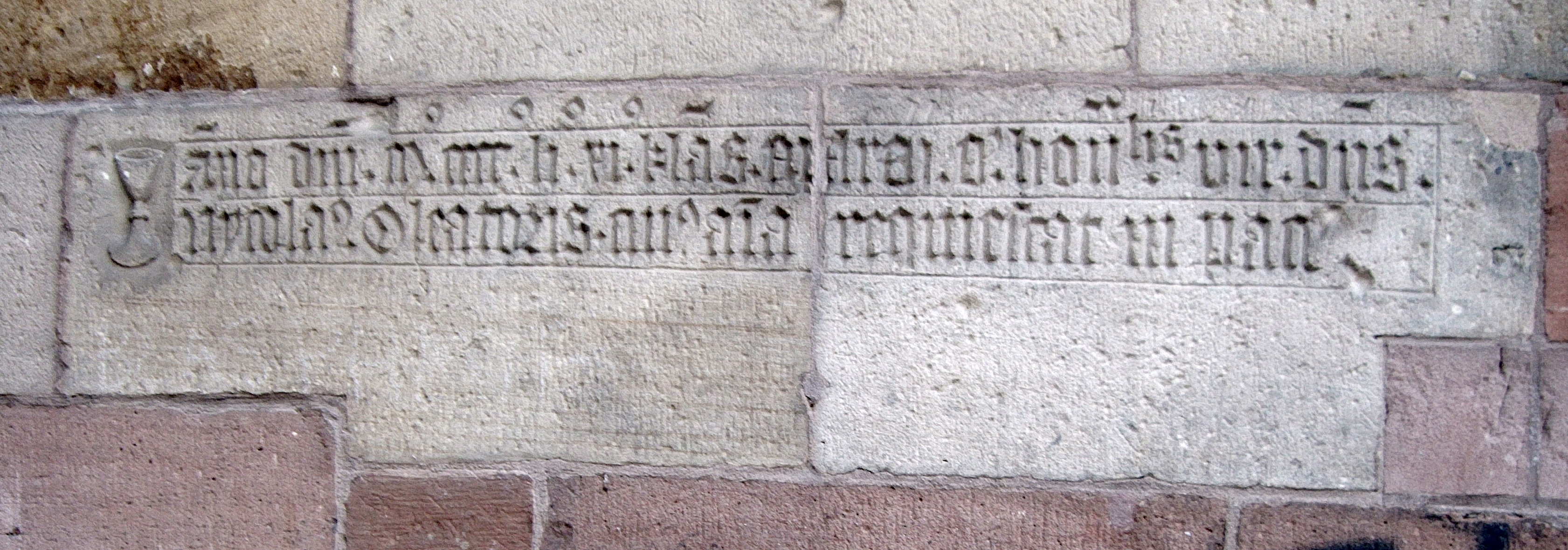
Grabinschrift des Stiftsvikars Nikolaus Oleatoris, 1451
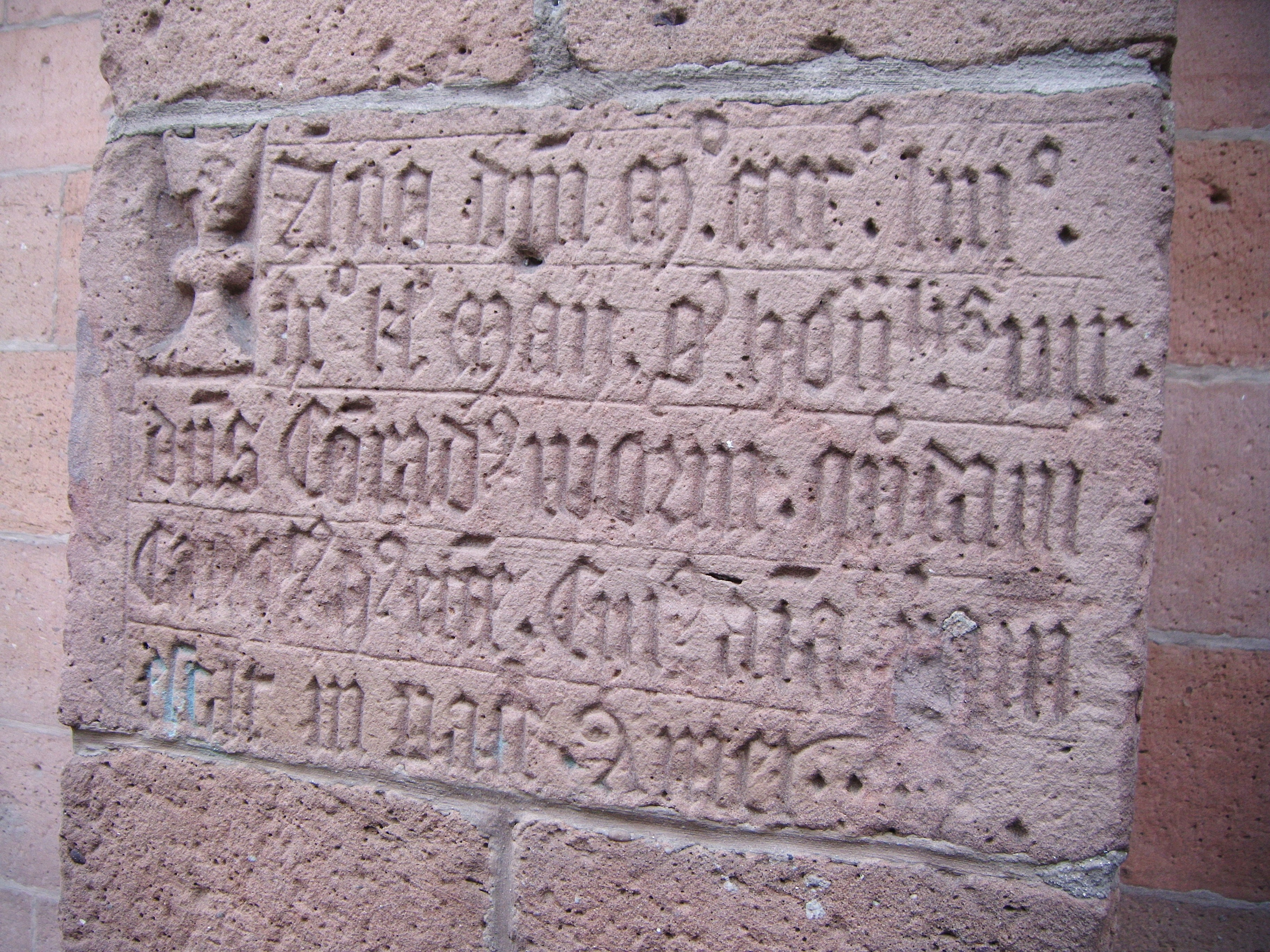
Grabinschrift Stiftsvikar Conrad Worm, 1453

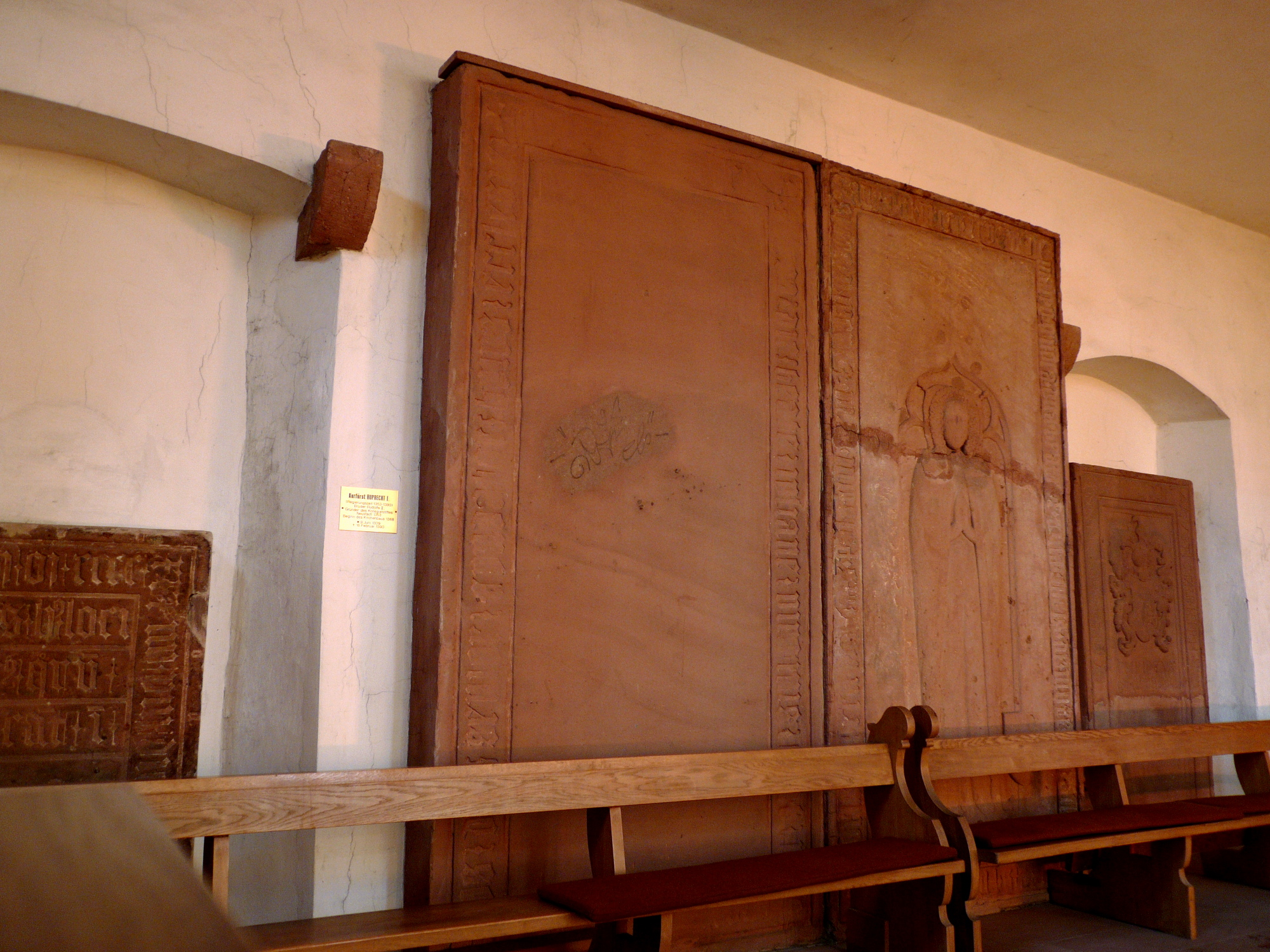
Epitaphien von Kurfürst Ruprecht I. (links) und seiner Gattin Beatrix von Berg (rechts)

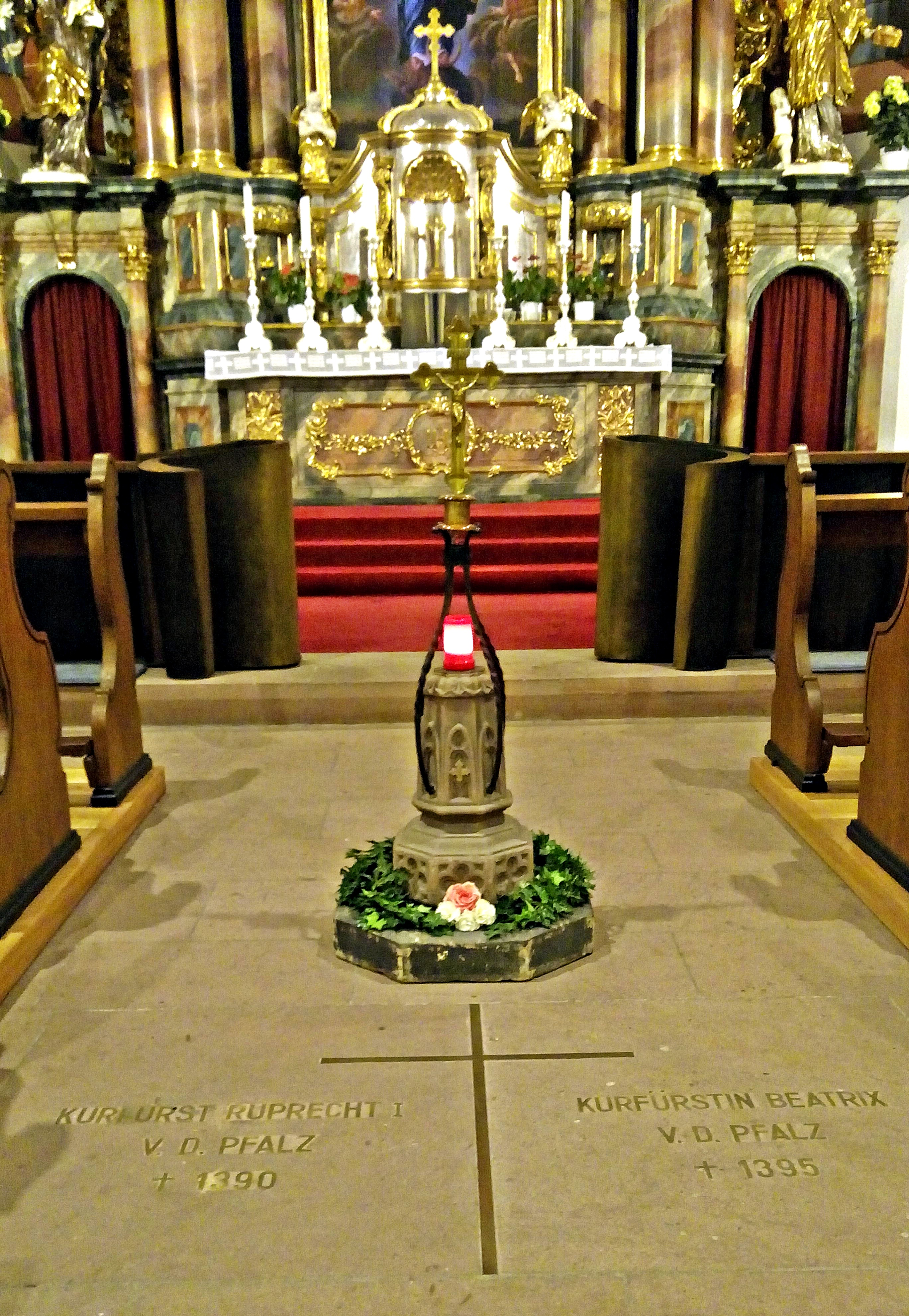
Kurfürstengrab, heutiges Aussehen

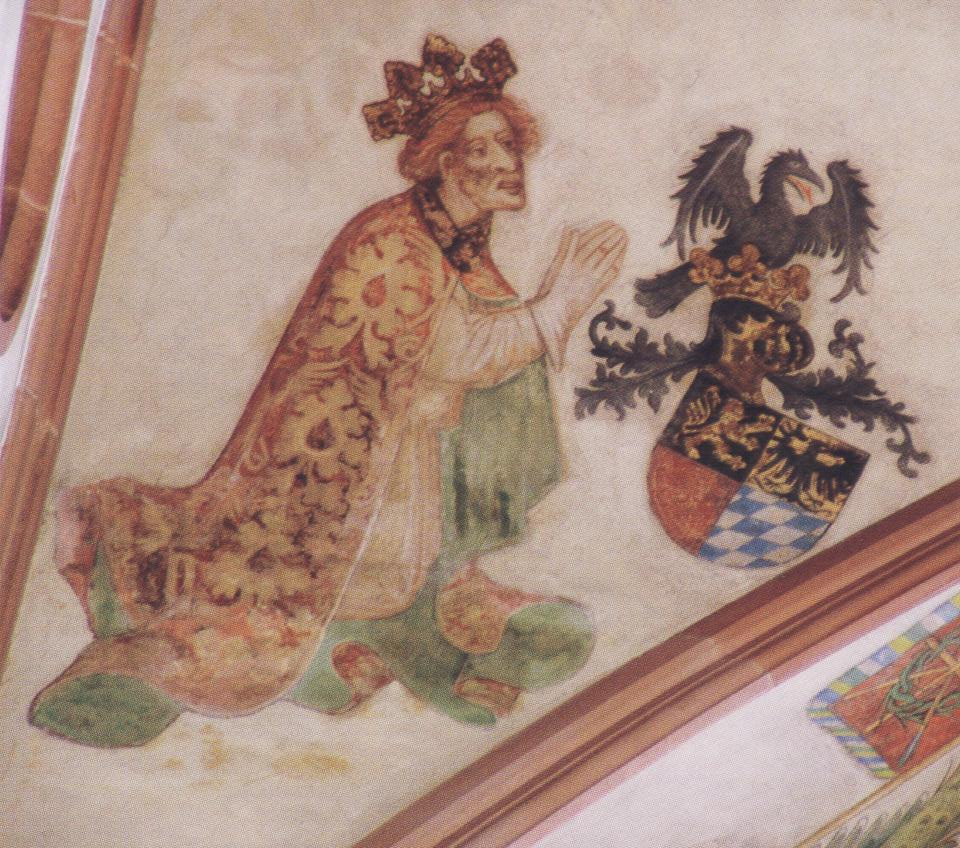
Kurfürst Ruprecht III. von der Pfalz (als deutscher König Ruprecht I.), Gemälde an der Chordecke

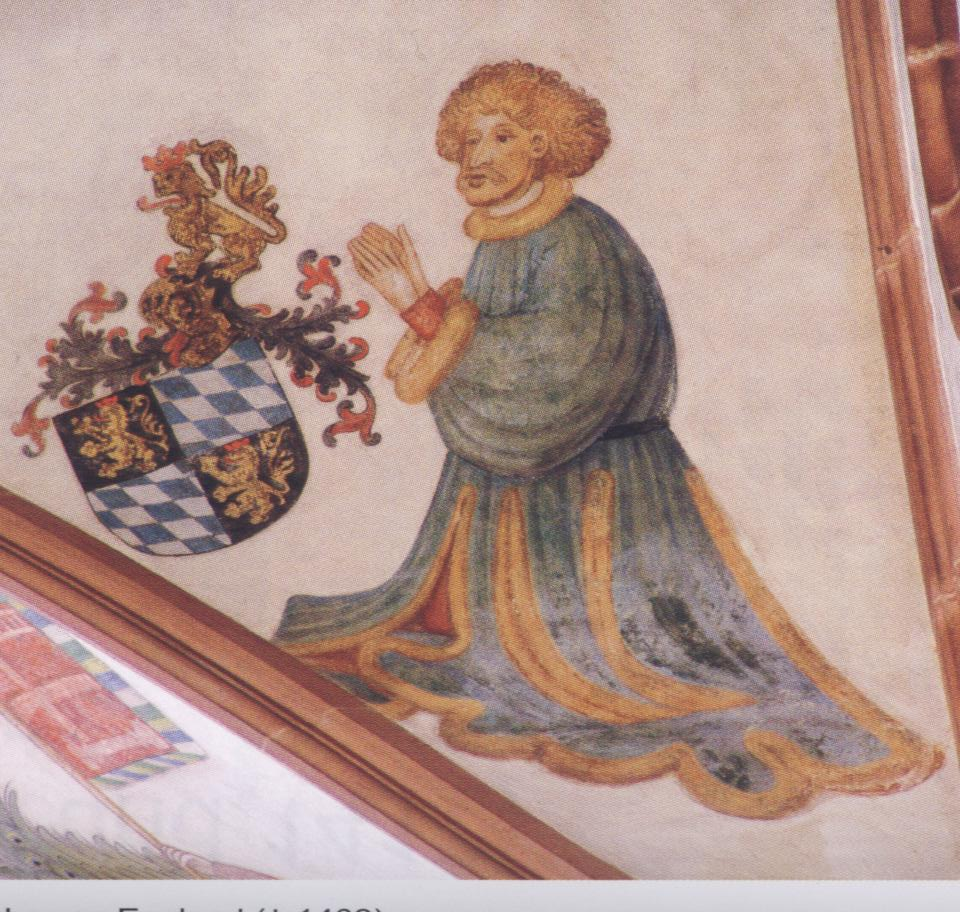
Kurfürst Ludwig III. von der Pfalz, Gemälde an der Chordecke

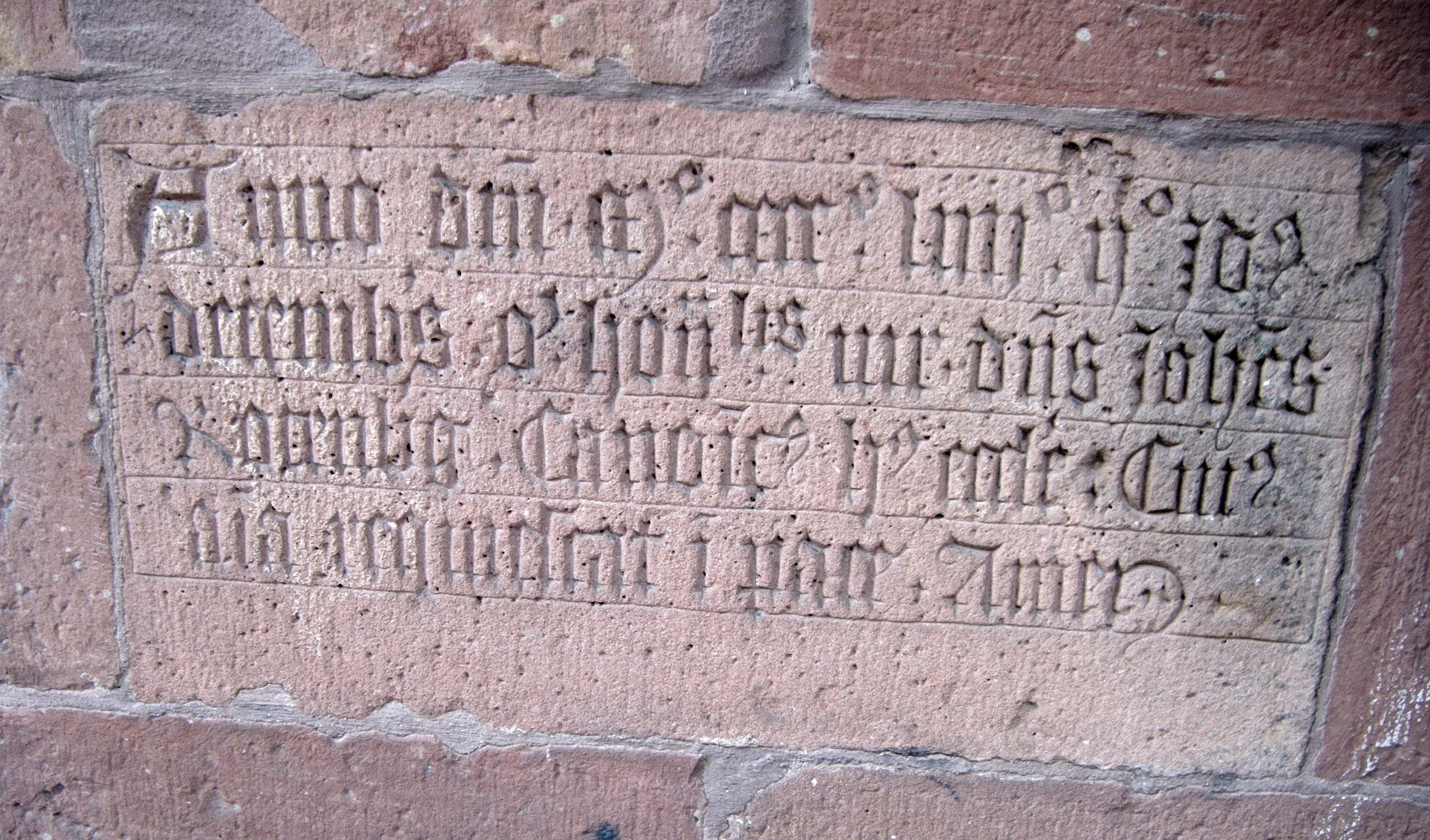
Grabinschrift des Kanonikers Johannes Rotenberg, 1454
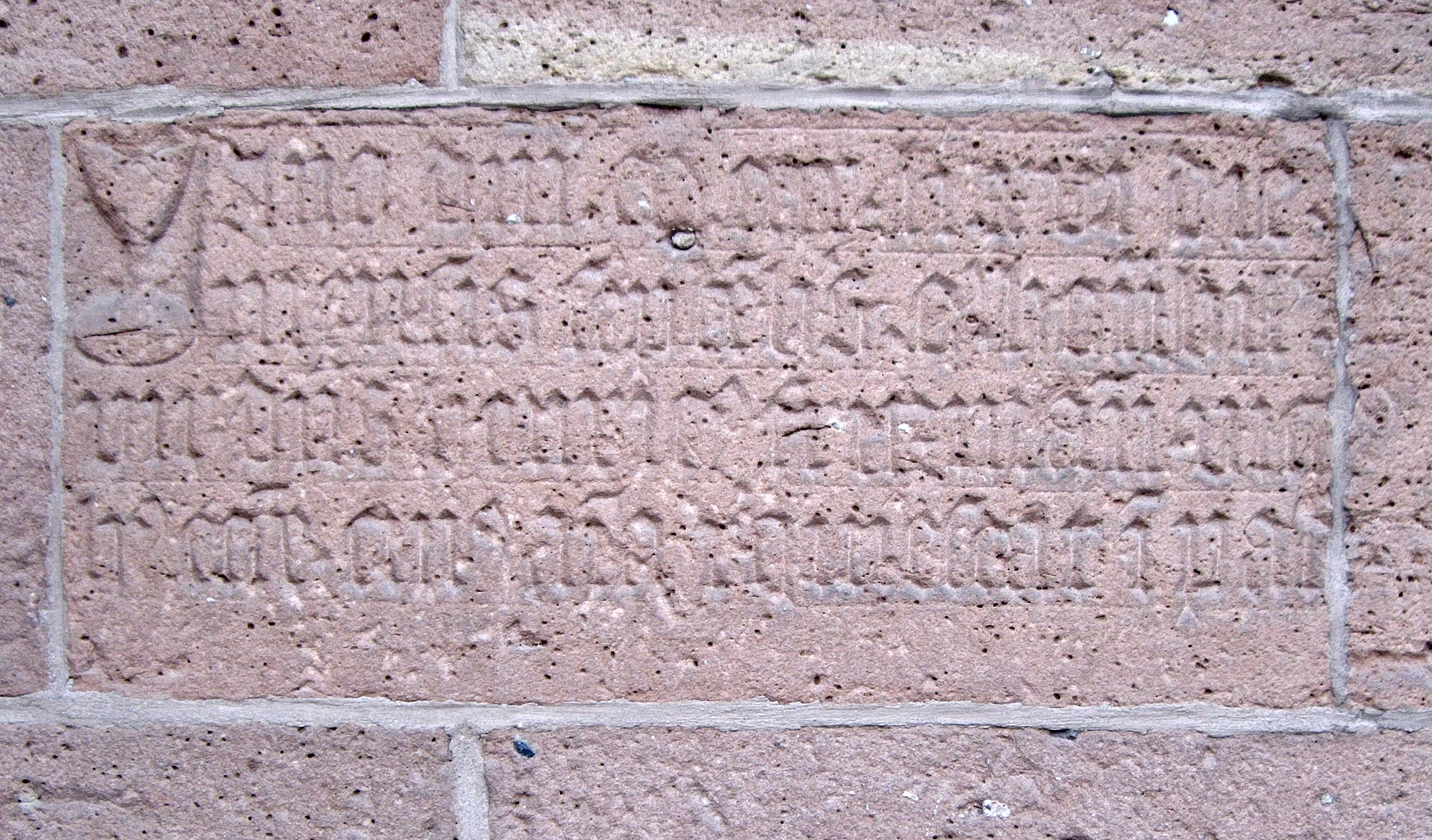
Grabinschrift Stiftsvikar Heinrich Fritzmann, 1460
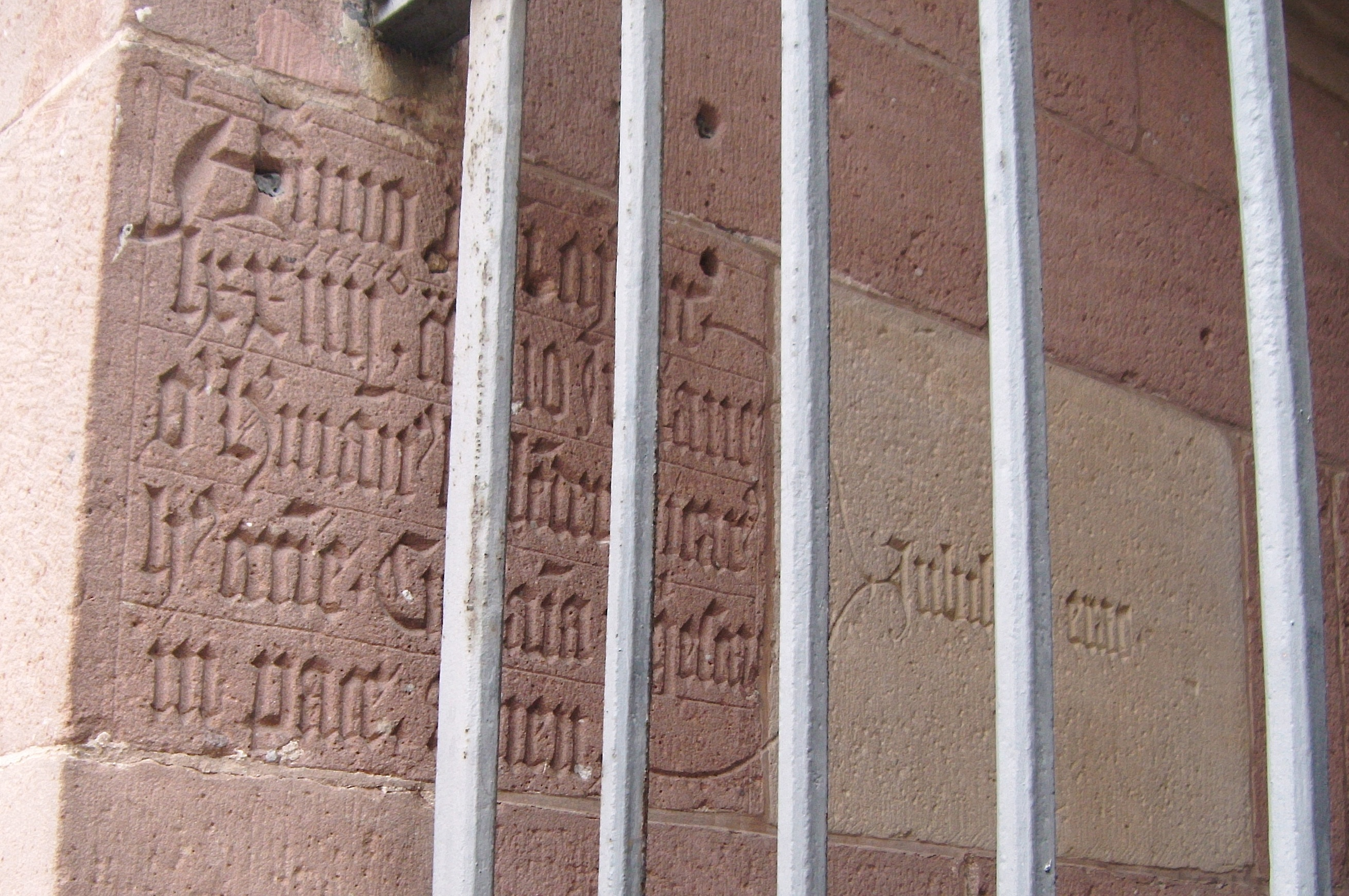
Grabinschrift Kanonikus Hermann Bolender, 1474

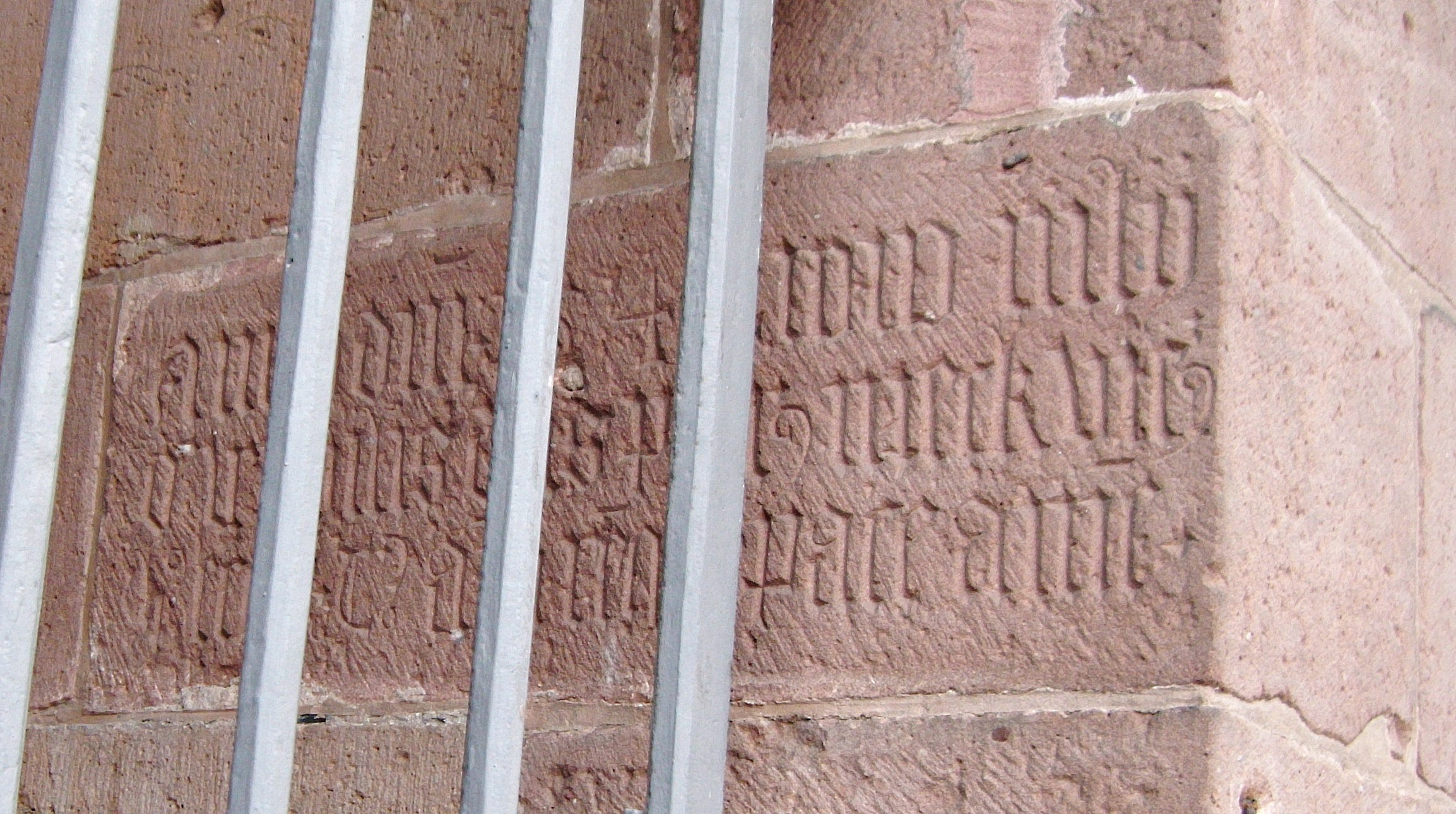
Grabinschrift des Stiftsvikars Peter Meck, 1542
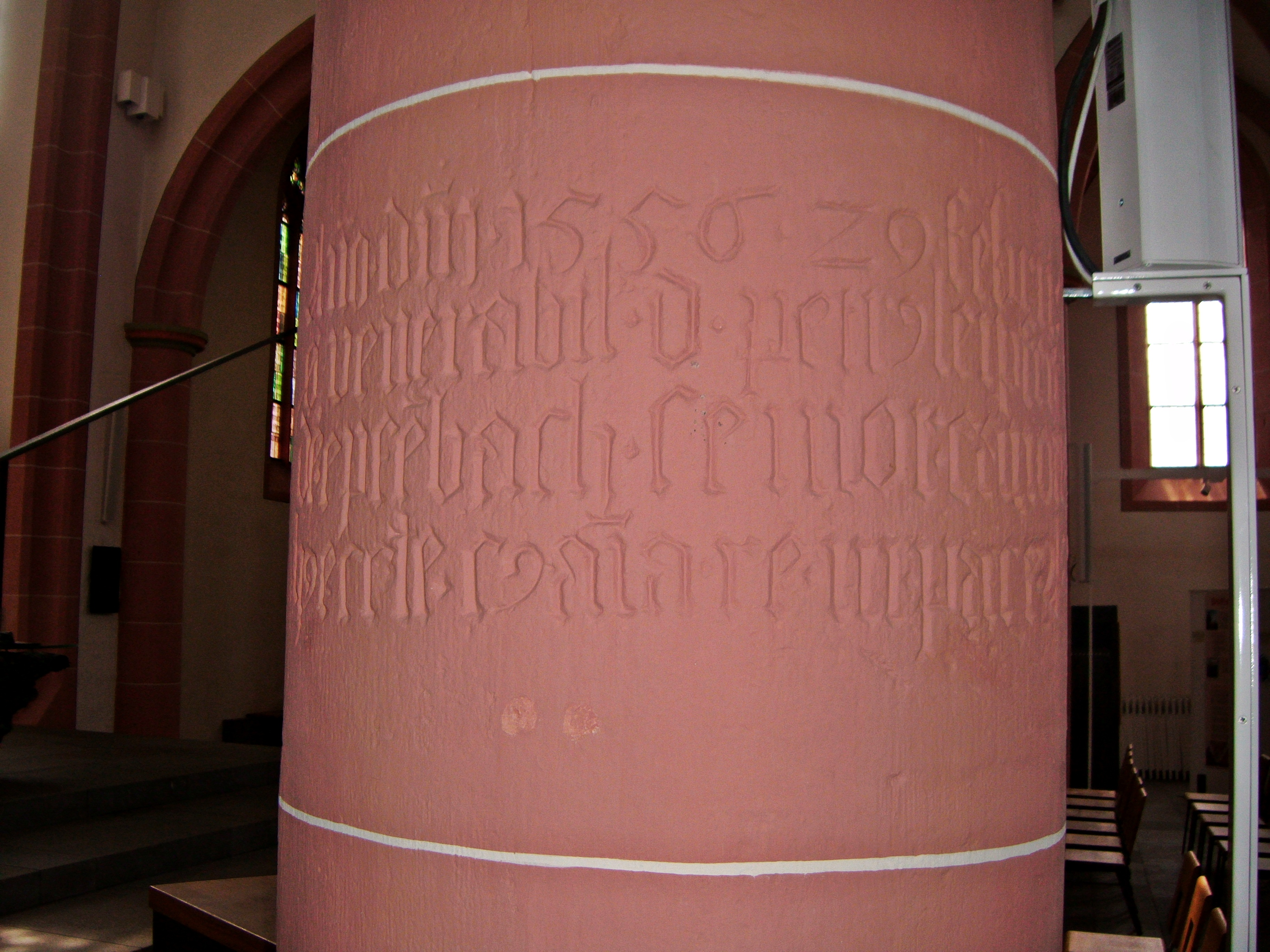
Grabinschrift des Kanonikers Peter Leipfert, 1556
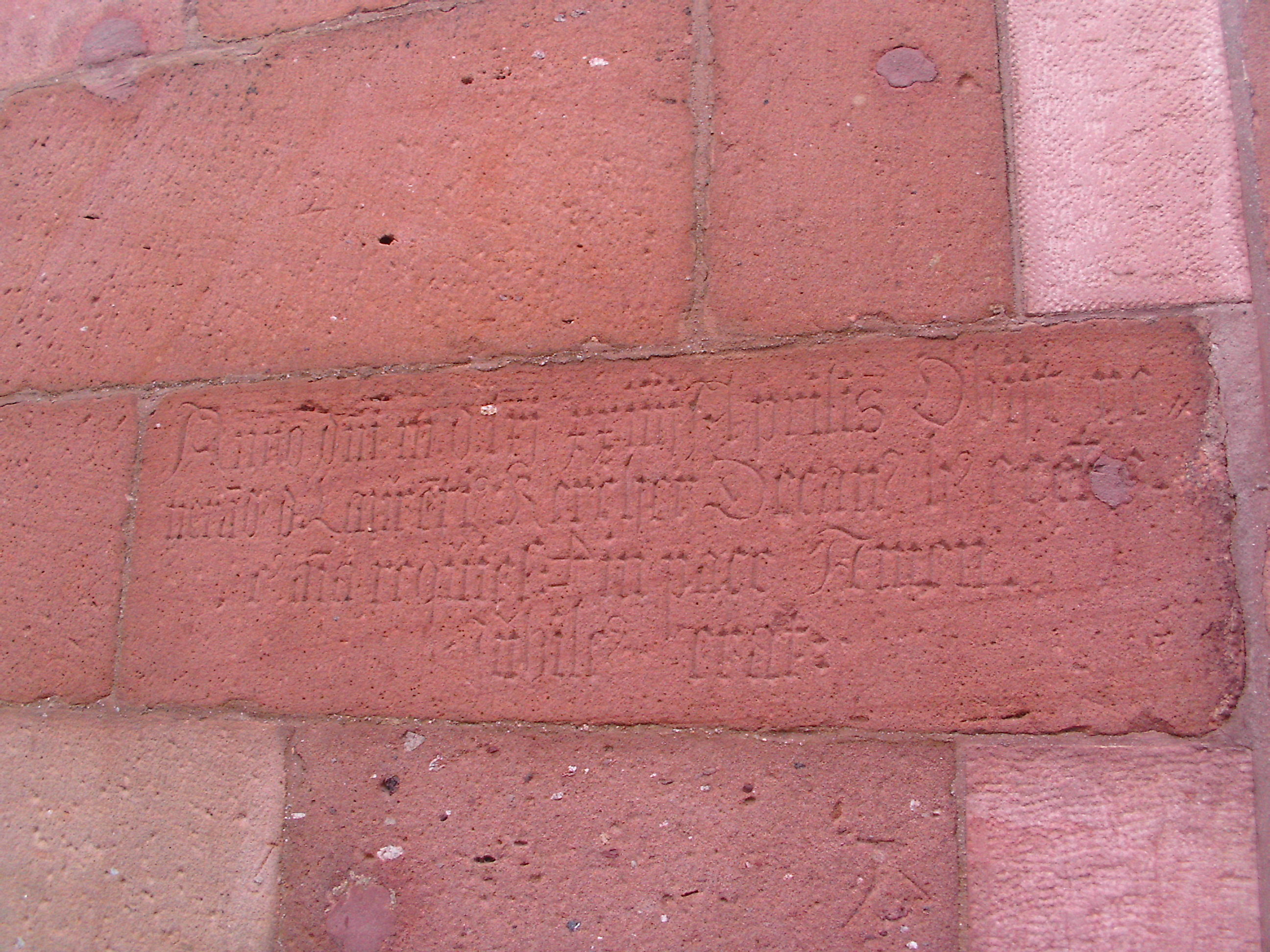
Grabinschrift des Stiftsdekans Laurentius Kercher, 1561
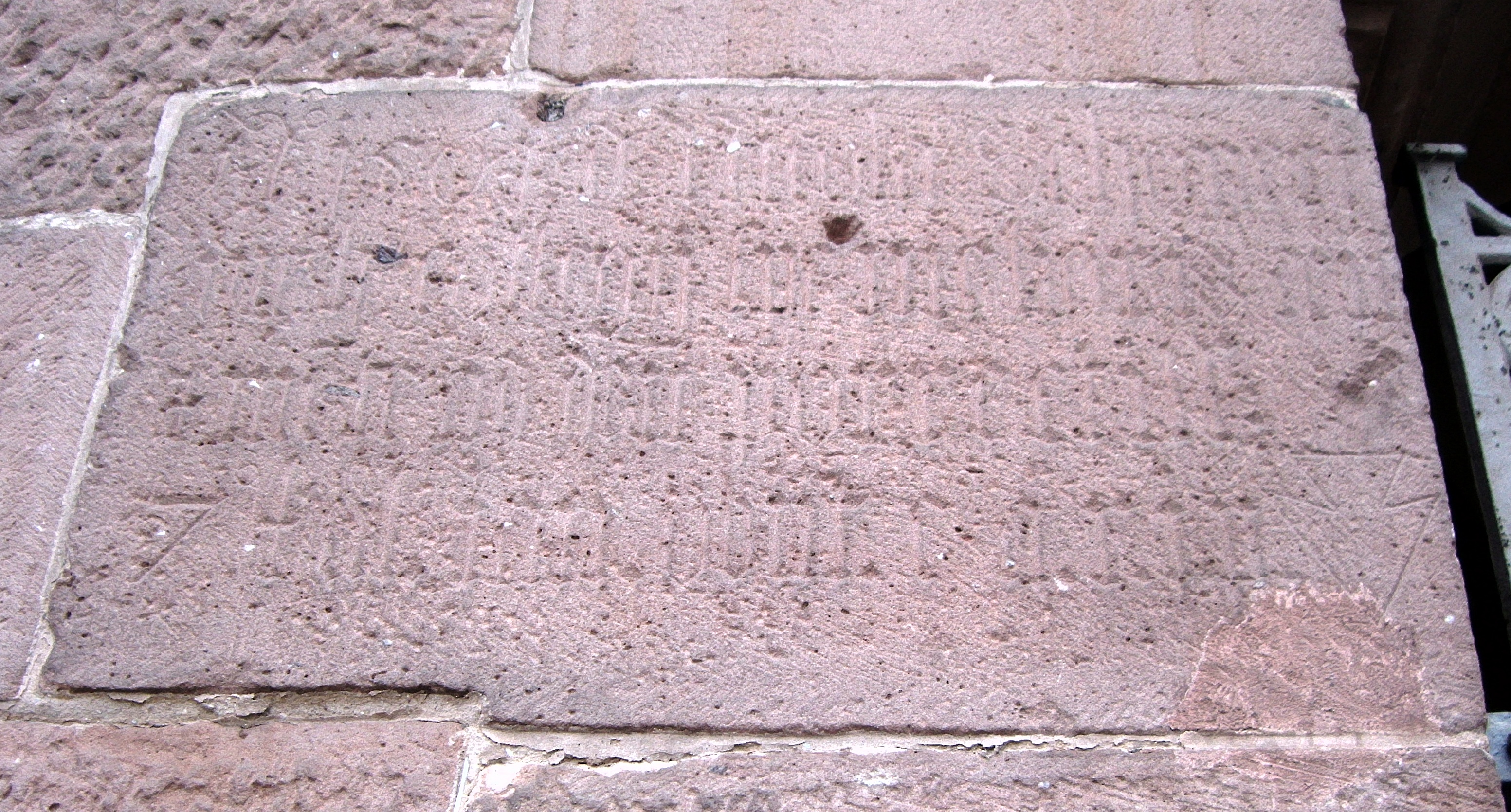
Grabinschrift Stiftsvikar Nikolaus Schöneck, 1561

### Grablege und Memoria
In der Stiftskirche sind fünf Mitglieder der Fürstenfamilie Wittelsbach bestattet:
- Pfalzgraf Rudolf II. (1306–1353)
- Margarete von Sizilien-Aragon (1331–1377), zweite Ehefrau des Pfalzgrafen Rudolf II.
- Kurfürst Ruprecht I. (1309–1390)
- Beatrix von Berg (um 1360–1395), zweite Ehefrau des Kurfürsten Ruprecht I.
- Blanca von England (1392–1409), Tochter des englischen Königs Heinrich IV. und erste Ehefrau des Kurfürsten Ludwig III.

Laut dem erhaltenen ersten Seelbuch des Liebfrauenstiftes bestehen dort außerdem ewige Messstiftungen (Jahrgedächtnisse) für insgesamt 13 Wittelsbacher. Neben den bereits aufgeführten, in der Kirche bestatteten (mit Ausnahme von Margarete von Sizilien-Aragon) sind dies:
- Herzog Ludwig II. von Bayern, Pfalzgraf bei Rhein († 2. Februar 1294)
- Herzog Rudolf I. von Oberbayern und Pfalzgraf bei Rhein († 11. August 1319)
- Kurfürstin Elisabeth von Namur († 29. März 1382; erste Gemahlin Ruprecht I.)
- Kurfürst Ruprecht II. von der Pfalz († 6. Januar 1398)
- Kurfürstin Beatrix von Sizilien-Aragon († 12. Oktober 1365), Ehefrau Ruprecht II. von der Pfalz und Tochter des Königs Peter II. von Sizilien
- Ruprecht III., deutscher König und Kurfürst von der Pfalz († 18. Mai 1410)
- Königin und Kurfürstin Elisabeth von Hohenzollern-Nürnberg († 26. Juli 1411, Gemahlin Ruprechts III.)
- Kurfürst Friedrich I. von der Pfalz († 12. Dezember 1476), der auch das Fürstenhaus Löwenstein begründete

In der Zeit der Jesuiten kam noch ein Jahrgedächtnis hinzu, für:
- Kurfürst Johann Wilhelm von der Pfalz († 8. Juni 1716)

Ein zweites Seelbuch, das evtl. noch weitere Wittelsbacher Messstiftungen enthielt, ging nach der Auflösung des Stiftes verloren.
In den gotischen Chor der Stiftskirche ist ein „Jüngstes Gericht“ gemalt. Neben Engeln, Seligen und Verdammten, sind dort vier Wittelsbacher Fürstlichkeiten mit ihren Wappen dargestellt, die Christus kniend anbeten. Es handelt sich um Kurfürst Ruprecht III. von der Pfalz und seine Gemahlin Elisabeth von Hohenzollern-Nürnberg, sowie ihren Sohn Kurfürst Ludwig III. von der Pfalz mit seiner ersten Gattin Blanca von England. Die Gemälde sind zeitgenössisch, vom Beginn des 15. Jahrhunderts, waren in der Reformationszeit übertüncht und wurden erst Ende des 19. Jahrhunderts wieder freigelegt. Sie sind immens wertvoll als authentische Bildquelle zu den dargestellten Personen der mittelalterlichen Deutschen bzw. Pfälzischen Geschichte.
Das Gotteshaus besaß einen berühmten Reliquienschatz, der neben vielerlei Heiligen- und Apostelreliquien zwei Dorne aus der Dornenkrone, ein Stückchen vom Trinkschwamm Jesu von Golgotha, einen kostbar gefassten Kreuzpartikel mit Blutspuren Jesu sowie einen Teil des Schleiers enthalten haben soll, den Maria bei der Kreuzigung trug und der deshalb mit Christi Blut bespritzt war. Als ihre Hauptstifter sind Kurfürst Ruprecht I. und der mit ihm befreundete König Ludwig I. von Ungarn überliefert. Die Heiligtümer wurden gewöhnlich in der dafür besonders ausgebauten Erdgeschoßkapelle des Südturmes, unter strengem Verschluss aufbewahrt und befanden sich in einem kostbaren Behältnis; zu gewissen Tagen erfolgte ihre feierliche Ausstellung. Wegen der aus Ungarn nach Neustadt verschenkten Reliquien führt das Seelbuch neben den Wittelsbacher-Jahrgedächtnissen auch zwei weitere, für König Ludwig I. von Ungarn und dessen Frau Elisabeth von Bosnien als besondere Wohltäter des Stiftes auf. Es sind die Eltern der Hl. Hedwig von Anjou.
Die im katholischen Kirchenteil 2010 angesiedelte Gemeinde des tridentinischen Ritus ließ die ursprüngliche Stifterintention als Memoria des Pfalz-Bayerischen Herrscherhauses wieder aufleben und fasste die alten Messstiftungen, gemäß geltendem Kirchenrecht, zu 2 festlichen Gottesdienstterminen im Jahr zusammen. Sowohl der Chef des Hauses Wittelsbach, Franz Herzog von Bayern, als auch Alois Konstantin Fürst zu Löwenstein, dessen Familie aus dem Geschlecht Wittelsbach hervorging, haben reges Interesse daran bekundet.
Die Wiederaufnahme der Stifterintention erfolgte durch eine feierliche „Wittelsbachermesse“ im tridentinischen Ritus am 31. Oktober 2010, an der Alois Konstantin Fürst zu Löwenstein-Wertheim-Rosenberg und seine Gattin Anastasia, eine geborene Prinzessin von Preußen, als Ehrengäste teilnahmen und anschließend im Rahmen eines Festaktes im Rathaus begrüßt wurden.

## Architektur und Ausstattung

### Gebäude

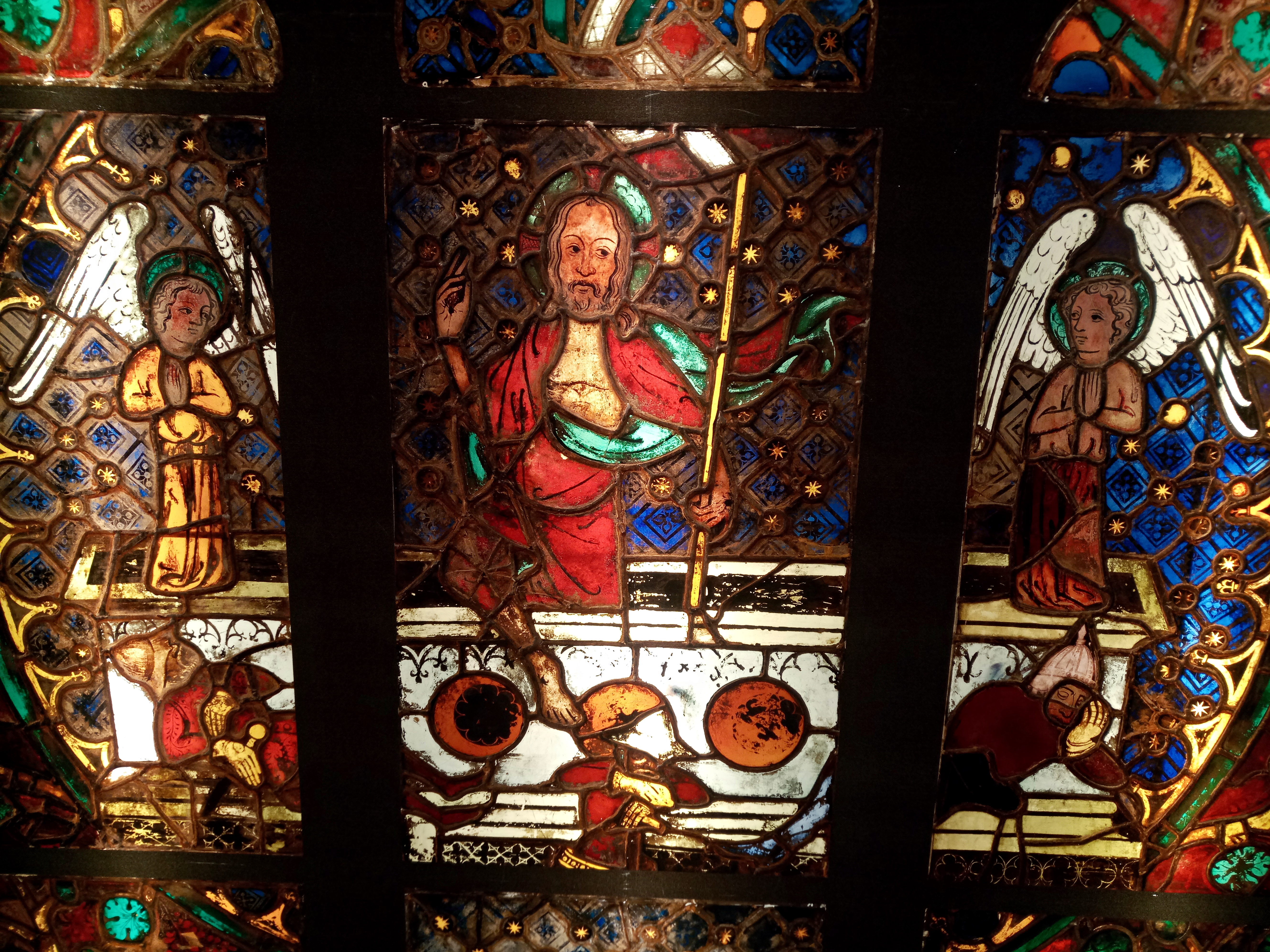
Mittelalterliche Chorfenster, jetzt Historisches Museum der Pfalz, Speyer

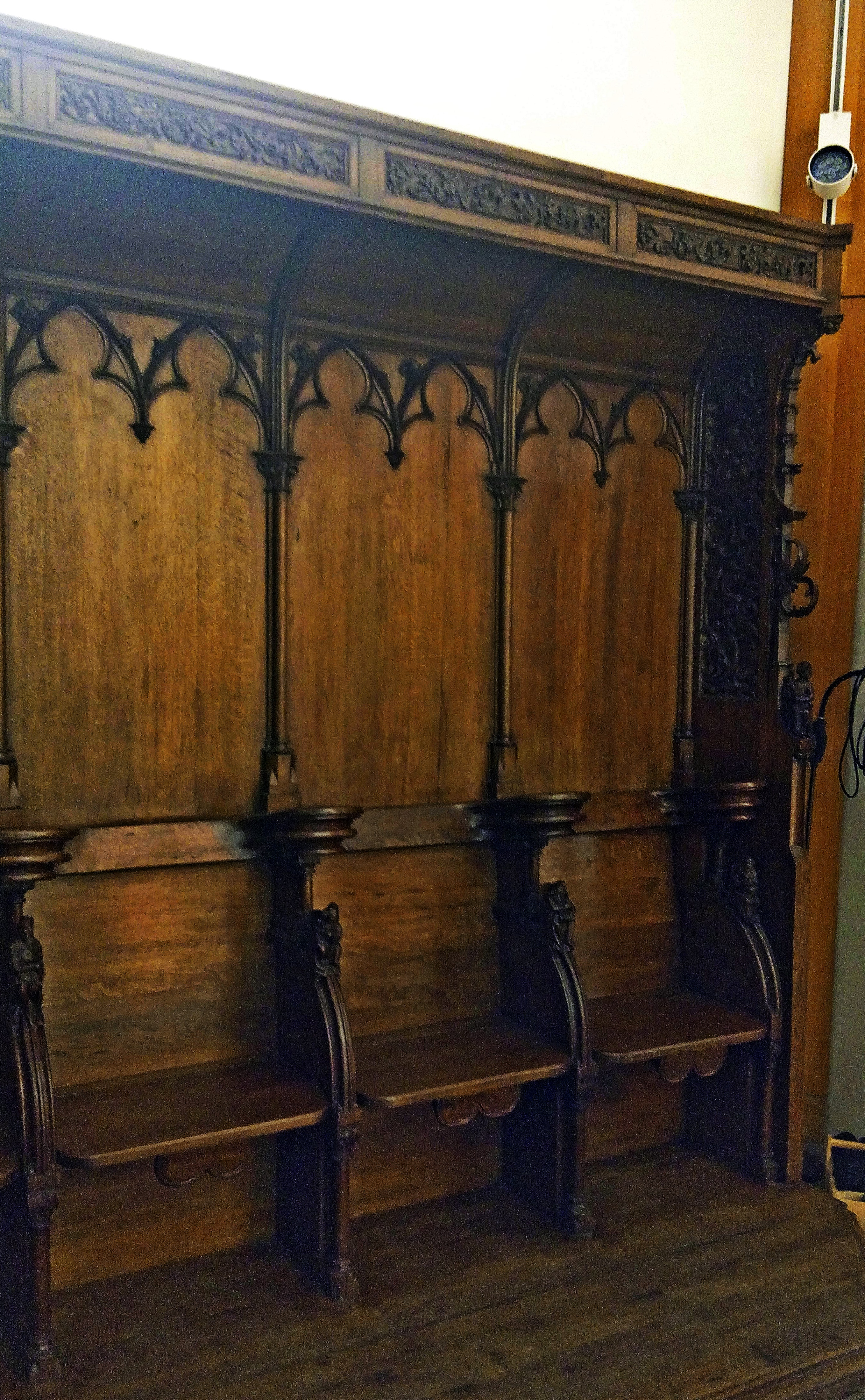
Rest des spätgotischen Chorgestühls, um 1500

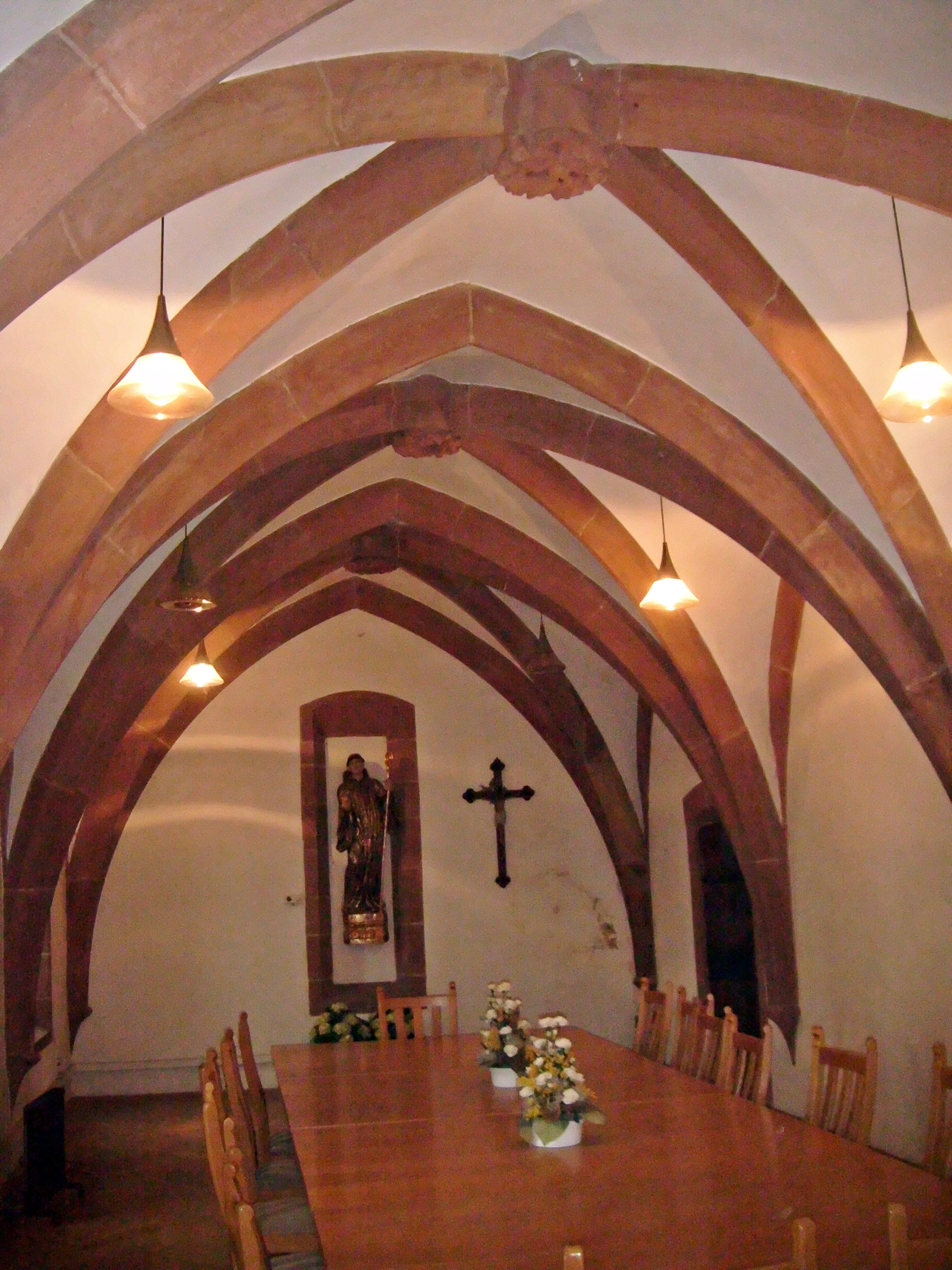
Kapitelssaal über der Sakristei

Die Stiftskirche gilt als ein bedeutendes Kirchenbauwerk der Pfalz. Sie stellt eine dreischiffige, kreuzrippengewölbte Basilika dar und besitzt einen auffallend langgestreckten fünfjochigen Chor mit dreiseitigem Schluss. Ursprünglich war der Bau in drei Teile untergliedert: den prunkvollen Stiftschor, den einfacheren Pfarrchor und das basilikale dreischiffige Langhaus. Den Stiftschor (heutiger kath. Teil) trennte ein Lettner von dem Pfarrchor (heutiger prot. Altarbezirk) mit Langhaus. Der jetzt evangelische Kirchenteil diente im Mittelalter – mit separatem Altar – zu den normalen Gottesdiensten. Der jenseits des Lettners gelegene Stiftschor (heutiger kath. Teil) war damals nicht frei zugänglich, sondern ausschließlich den Gottesdiensten der Stiftsherren bzw. dem Memorialwesen des Kurhauses reserviert. Man konnte vom Kirchenschiff bzw. vom Pfarrchor nicht in den Stiftschor hineinsehen, sondern über den Lettner hinweg lediglich die oberen Segmente der dortigen, bemalten Chorfenster erkennen.
Zusammen mit dem schon genannten „Jüngsten Gericht“ an der Chordecke des katholischen Kirchenteils wurde Ende des 19. Jahrhunderts, an der Südwand der südlichen Chorkapelle, ein gemalter Gnadenstuhl aus der ersten Hälfte des 15. Jahrhunderts freigelegt. Links des Hochaltars befindet sich an der Wand eine reizvolle, lebensgroße Engelsfigur des Neustadter Barockbildhauers Georg Friedrich Schmiegd († 1753), die vom abgebrochenen Hochaltar der Pfarrkirche St. Ulrich in Deidesheim stammt. Sein Sohn Konrad Schmiegd (1720–1780) soll später die Figuren des hiesigen Hochaltars geschaffen haben.
1928 baute man den protestantischen Teil im Innenbereich, nach Plänen des Karlsruher Architekten Hermann Alker um. Das dortige Chormosaik entstand in diesem Jahr, nach dem Entwurf von August Babberger, gefertigt von der Firma Puhl & Wagner in Berlin-Neukölln. In den Jahren 1928 und 1929 wurden hier auch mehrere Glasfenster nach den Entwürfen Babbergers eingesetzt. Im ev. Chorbereich steht auch der reich beschnitzte Rest des spätgotischen Chorgestühls (um 1500), mit Stifterwappen der Adelsfamilie von Sickingen.
Nördlich an den Chor, zum Kartoffelmarkt hin, ist die kreuzgewölbte Sakristei angebaut. Durch diesen Sakristeibau führt der Hauptzugang in den katholischen Kirchenteil. Darüber sitzt als Obergeschoss der ebenfalls kreuzgewölbte Kapitelsaal, welcher ehedem den Stiftsherren für ihre Zusammenkünfte diente.

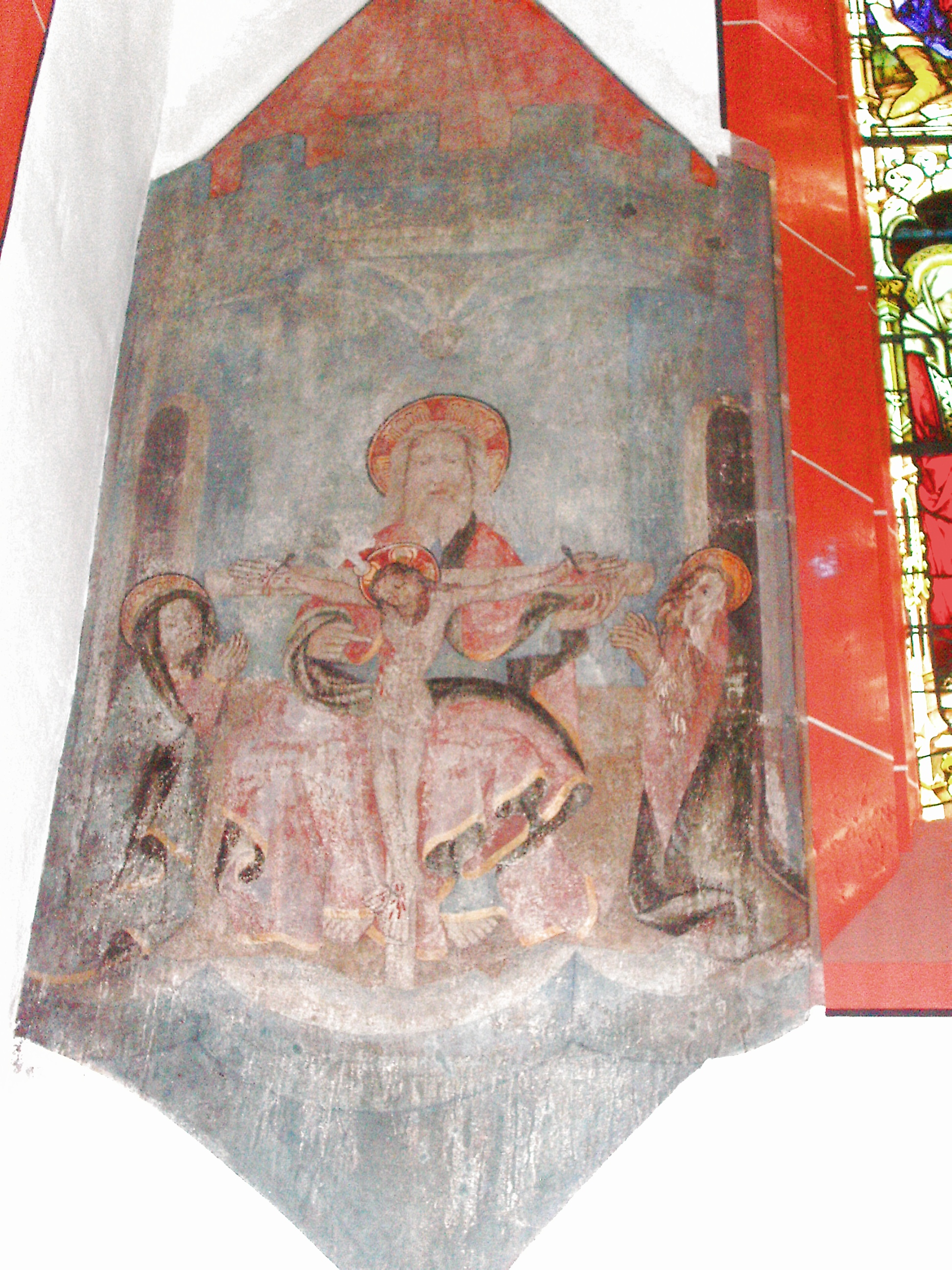
Dreifaltigkeitsbild, sogenannter Gnadenstuhl, südliche Chorkapelle, um 1420
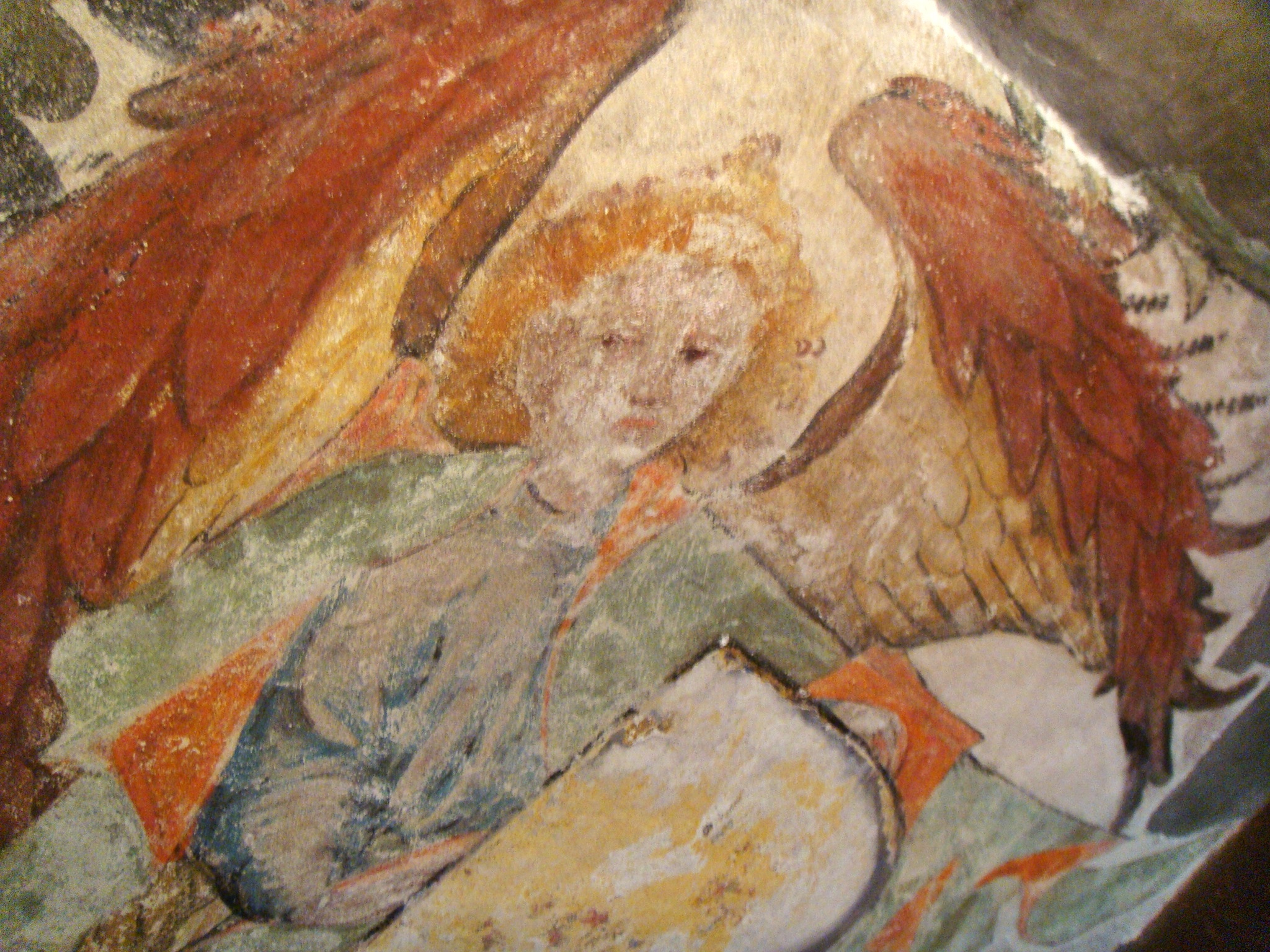
Engel, Deckenmalerei um 1420, freigelegt 2012 im Prot. Kirchenteil
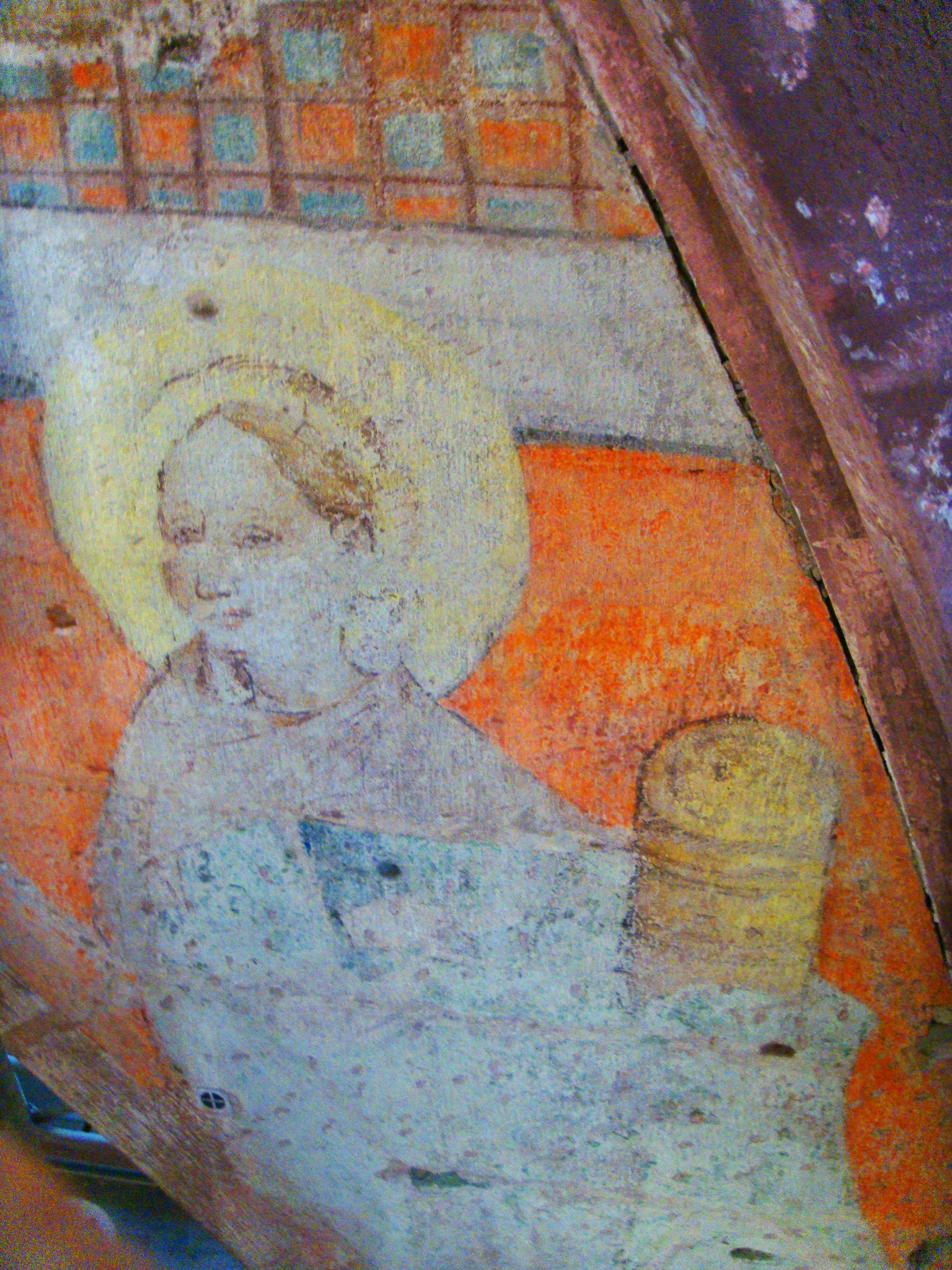
Maria Magdalena, Wandmalerei um 1420, freigelegt 2012 im Prot. Kirchenteil

### Türme
Die beiden mächtigen Türme der Stiftskirche können im Rahmen von Führungen besichtigt werden. Der 57 Meter hohe Südturm, der ein altes Uhrwerk, fünf Glocken sowie im oberen, leicht zurückspringenden Teil eine zweietagige Türmerwohnung beherbergt, bietet auf 38 Meter Höhe eine umlaufende Aussichtsgalerie, von der sich ein sehr guter Blick auf Neustadt und die Berge des Pfälzerwaldes bietet. Der 64 Meter hohe Nordturm kann nur bis hinauf zum Glockenstuhl mit den beiden großen Stahlglocken besichtigt werden.

### Renovierung
2010 bis 2013 fanden in beiden Kirchenteilen umfangreiche Renovierungen statt, bei denen 2012 im protestantischen Kirchenschiff qualitative mittelalterliche Malereien entdeckt und freigelegt wurden. Der Hochaltar im katholischen Chor erhielt wieder seinen 1968 entfernten Tabernakel, sowie seine damals abgebrochene Mensa zurück und wurde durch den Speyerer Bischof Karl-Heinz Wiesemann am 17. Oktober 2010 neu geweiht. Er dient nach Wegnahme des Volksaltares jetzt wieder als Zelebrationsaltar. Der barocke Dachreiter auf dem katholischen Kirchteil musste wegen Baufälligkeit herunter genommen und wieder neu aufgebaut werden.

### Glocken
Das 1920/21 gegossene Bronzegeläut der Stiftskirche fiel 1942 der Rüstungsindustrie zum Opfer. Das jetzige Gussstahlgeläute der Stiftskirche besteht aus sieben Glocken, die im Jahre 1949 vom Gussstahlwerk Bochumer Verein gegossen wurden. Dieses Material wurde für das Nachkriegsgeläut gewählt, weil es, im Gegensatz zu Bronze, für die Rüstungsindustrie relativ unattraktiv ist. Das Glockenensemble ist mit seinen rund 33 Tonnen Gesamtgewicht das größte je gegossene Geläut aus Gussstahl; die Kaiser-Ruprecht-Glocke mit einem Durchmesser von etwa 3,21 Metern ist die größte Gussstahlglocke der Welt und die zweitgrößte Kirchenglocke Deutschlands nach der Petersglocke im Kölner Dom.
Im Nordturm hängen die beiden großen Glocken übereinander in einem Stahlglockenstuhl, im Südturm die übrigen Glocken, ebenfalls in einem stählernen Glockenstuhl. Alle Glocken mussten aus Platzmangel an gestelzten Stahljochen aufgehängt werden. Die elektrische Läutetechnik lieferte die Firma Herforder Elektro-Motorenwerke.
Aufgrund von Bauschäden am Nordturm durfte die große Glocke für einige Jahre bis zur Wiederinbetriebnahme Anfang 2013 nicht geläutet werden.
Die Läuteordnung gibt ein dreimaliges Gebetsläuten um 8, 12 und 19 Uhr vor. Samstags wird anstelle der Abendbetglocke mit vier Glocken der Sonntag eingeläutet. Das Vollgeläut erklang nur an hohen Festtagen. Sterbefälle verkündet die Kurfürstenglocke mittags um 13 Uhr für  fünf Minuten. Der Uhrschlag ist auf alle Glocken verteilt: Die Glocken des Südturmes schlagen in melodischer Form die Viertelstunden, die beiden Nordturmglocken schlagen jeweils die vollen Stunden nacheinander.
Aufgrund statischer Probleme am Nordturm läutet die Kaiserglocke heute nur noch am Karfreitag um 15 Uhr. Das Vollgeläut ist inzwischen nicht mehr zu hören. An Festtagen läuten die Glocken 7-2.
| Glocke | Widmung, Bezeichnung                          | Liturgische Funktion            | Durchmesser | Gewicht   | Schlagton |
| ------ | --------------------------------------------- | ------------------------------- | ----------- | --------- | --------- |
| 1      | Kaiserglocke (Ruprecht (HRR))                 | Festtagsglocke                  | 3.210 mm    | 14.000 kg | es° –7⁄16 |
| 2      | Kurfürstenglocke (Rudolf II. und Ruprecht I.) | Sonntags- und Totenglocke       | 2.550 mm    | 7.350 kg  | g° –4⁄16  |
| 3      | Zacharias Ursinus                             | Zeichenglocke                   | 2.140 mm    | 4.260 kg  | b°        |
| 4      | Martin Luther                                 | Abendbetglocke                  | 1.910 mm    | 3.100 kg  | c′        |
| 5      | Ulrich Zwingli                                | Mittagsbetglocke                | 1.605 mm    | 1.760 kg  | es′       |
| 6      | Johannes Calvin                               | Vaterunser- und Morgenbetglocke | 1.430 mm    | 1.270 kg  | f′        |
| 7      | Pfalzgrafenglocke (Johann Casimir)            | Taufglocke                      | 1.275 mm    | 910 kg    | g′        |

### Orgeln
Protestantischer Kirchenteil

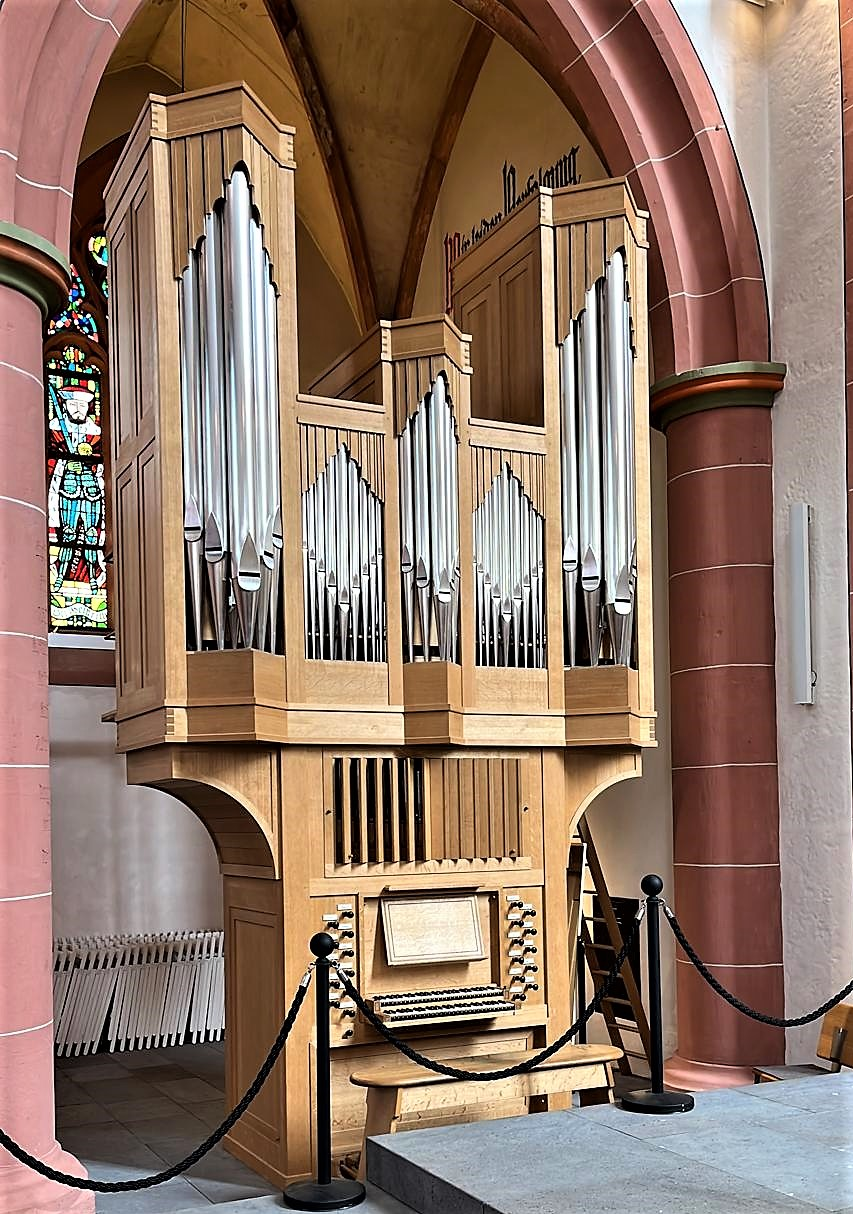
Edskes-Orgel

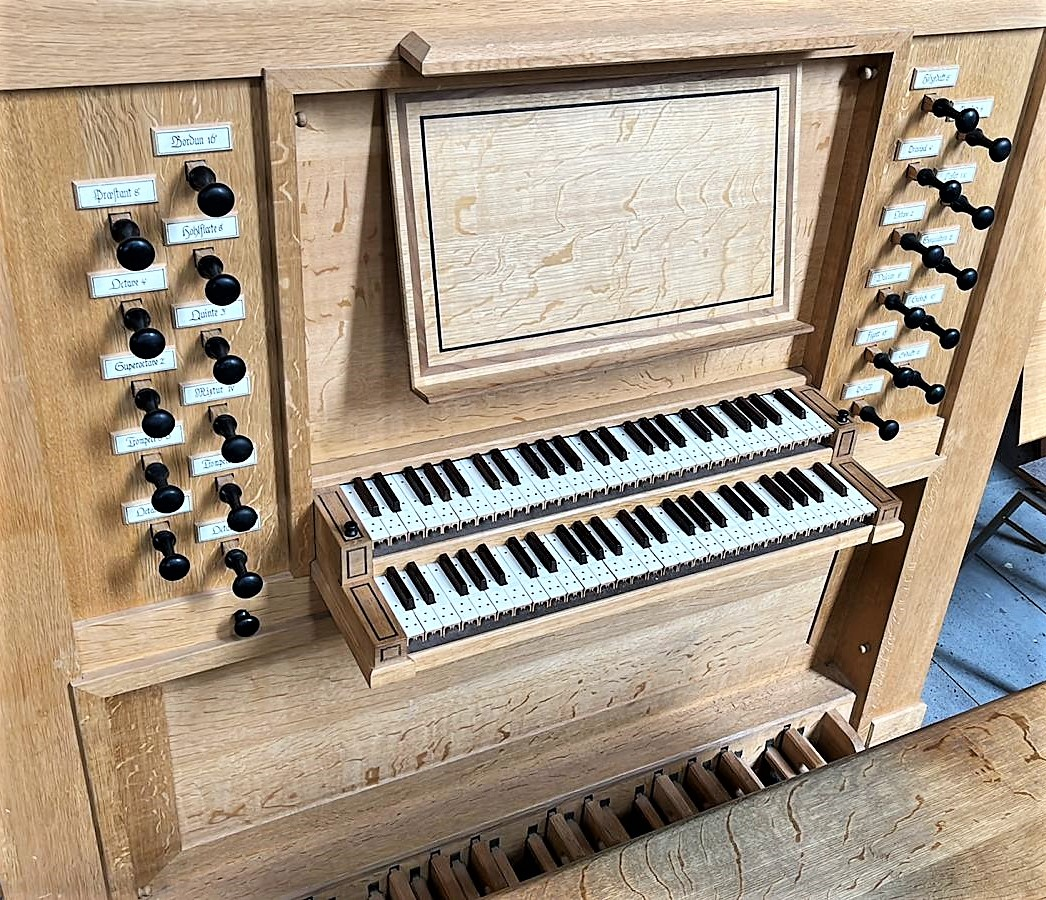
Spielschrank

Die Orgeln der Stiftskirche Neustadt haben eine umfangreiche Geschichte. Bereits 1422 ist belegt, dass das Salve Regina mit Orgelbegleitung in der Messe aufgeführt wurde. 1516 prüft der berühmte kurpfälzische Hoforganist Arnolt Schlick eine Orgel in der Neustadter Stiftskirche. Im protestantischen Teil der Stiftskirche wurde in Anlehnung an diese bedeutende Orgel eine Chororgel im norddeutsch barocken Stil mit 20 Registern auf zwei Manualen und Pedal durch den Orgelbauer Bernhardt Edskes aus Wohlen (Schweiz) erbaut. Die Indienststellung fand am 6. März 2016 statt. Sie ist die erste neugebaute Orgel der Firma Edskes im Chorton (a′=465 Hz) und ist für das Zusammenspiel mit historischen Instrumenten und deren Nachbauten ausgelegt. Seither finden regelmäßig Konzerte an der Orgel mit Chor, Instrumenten und solistisch statt, 2016 der erste Neustadter Orgelsommer mit sechs Gastorganisten aus Europa. Die künstlerische Leitung hat Hauptorganist und Bezirkskantor Simon Reichert inne. Die Edskes-Orgel weist folgende Disposition auf:
| I Hauptwerk C–d3 |       |
| Bordun           | 16′   |
| Praestant        | 8′    |
| Hohlflöte        | 8′    |
| Octave           | 4′    |
| Quinte           | 3′    |
| Octave           | 2′    |
| Mixtur IV        | 1 ⁄3′ |
| Trompete         | 8′    |

| II Brustwerk C–d3 |       |
| Holzgedackt       | 8′    |
| Principal (ab c)  | 4′    |
| Rohrflöte         | 4′    |
| Octave            | 2′    |
| Nassat            | 1 ⁄3′ |
| Sesquialtera II   |       |
| Dulcian           | 8′    |

| Pedal C–d1 |     |
| Subbaß     | 16′ |
| Octavbaß   | 8′  |
| Gedackt    | 8′  |
| Octave     | 4′  |
| Fagott     | 16′ |

- Koppeln: II/I, I/P

Eine symphonische Hauptorgel ist geplant, die in Anlehnung an die ehemals vorhandene pneumatische Walcker-Orgel von 1889 auf der Westempore errichtet werden und für symphonische Musik geeignet sein soll.
Im Zuge der Renovierung des protestantischen Kirchenteils wurde die zuvor installierte Orgel der Firma Oberlinger im November 2010 abgebaut und in die Bethelkerk in Genemuiden (Niederlande) übertragen sowie dort reorganisiert und wiederaufgebaut.
Katholischer Kirchenteil

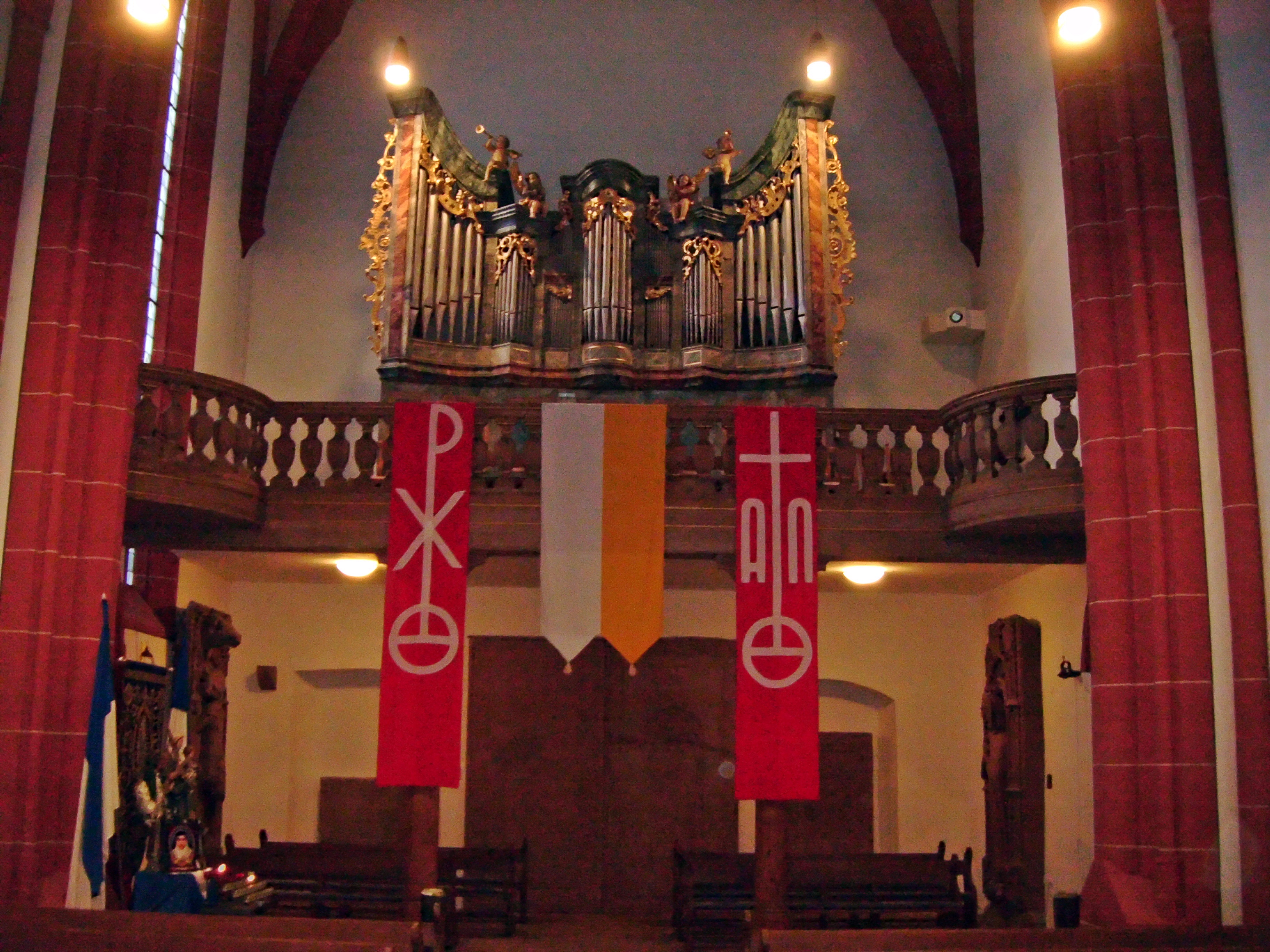
Orgel im katholischen Teil, dahinter die Trennmauer

- Der katholische Teil der Stiftskirche erhielt unter Pfarrer Josef Hanß (1915–1925) eine gebrauchte Orgel der Firma Walcker, die ursprünglich 1879, als Opus 363 für die Präparandenschule in Blieskastel gebaut wurde. Das Instrument ist eine Rarität, da es sich noch im Originalzustand befindet. Es gehört der deutsch-romantischen Stilrichtung an und besitzt sechs Register auf mechanischen Kegelladen.[26][27] Die Orgel wurde in Blieskastel unter Federführung des Komponisten und späteren Speyer Domkapellmeisters Joseph Niedhammer angeschafft, der als Seminarlehrer sehr oft darauf spielte, unterrichtete und komponierte.[28] Sie weist folgende Disposition auf:

| Manual C–f3 |    |               |
| Principal   | 8′ |               |
| Bourdon     | 8′ |               |
| Salicional  | 8′ |               |
| Oktave      | 4′ |               |
| Flöte       | 4′ | (überblasend) |

| Pedal C–d1 |     |
| Subbaß     | 16′ |

- Koppel: I/P
- Spielhilfe: Volles Werk

1935 baute man im hinteren Bereich des katholischen Kirchenteils eine aufgekaufte, barocke Empore aus Rheinsheim ein und installierte darauf die Walcker-Orgel, verblendet mit einem Barock-Prospekt des Orgelbauers Johann Ignaz Seuffert von 1788, ebenfalls aus der Kirche von Rheinsheim/Baden, die 1893 in Mechtersheim aufgestellt worden war.